# Свастика

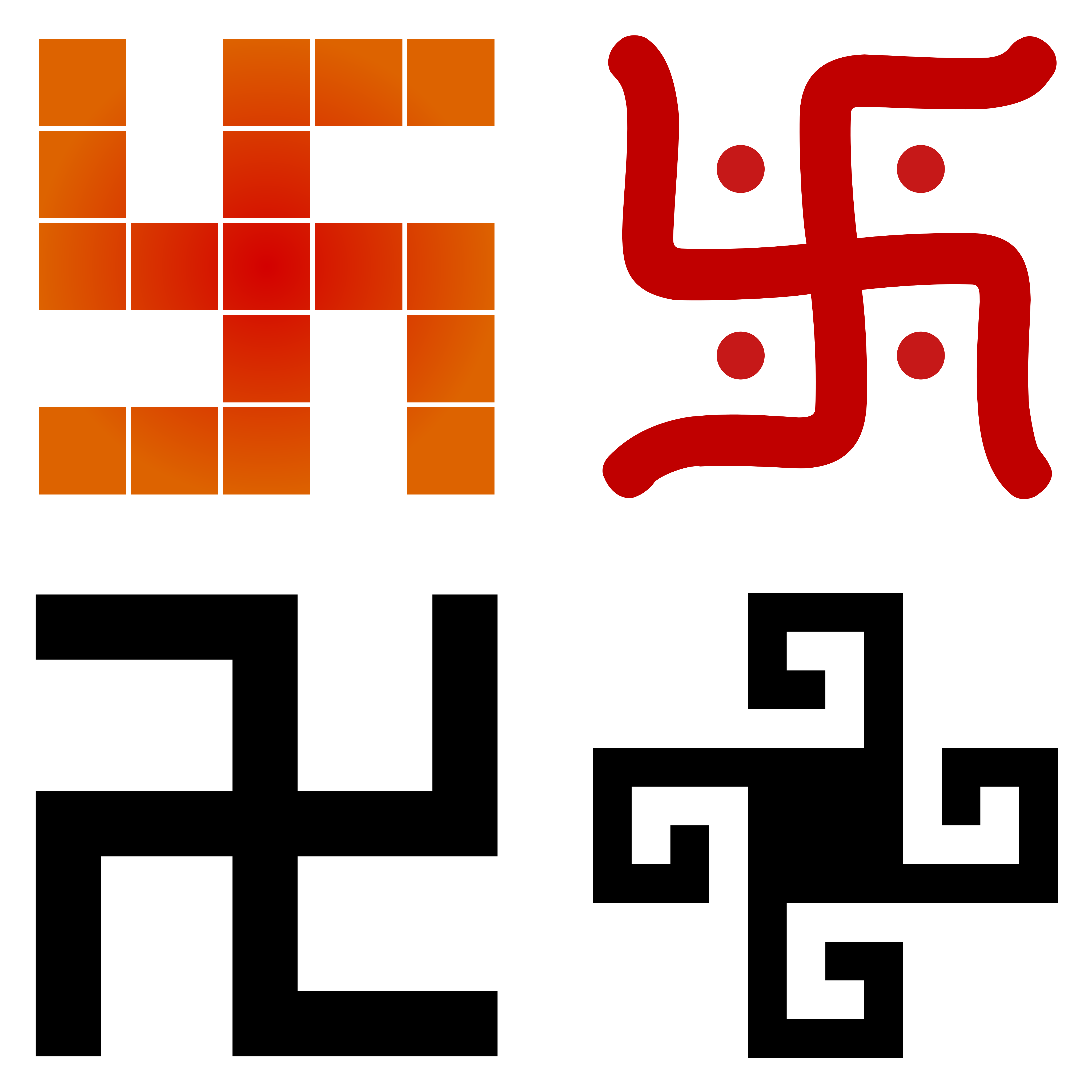
Некоторые традиционные разновидности свастики

Сва́стика (санскр. स्वस्तिक от स्वस्ति свасти — приветствие, пожелание удачи, благоденствие, от सु- су — «добро, благо» и अस्ति асти — «есть, быть»; греч. γαμμάδιον, нем. Hakenkreuz, англ. fylfot, филфот) — крестообразный знак с загнутыми под прямым углом концами, чаще по часовой стрелке («  », правосторонняя), либо против неё («  », левосторонняя — обычно имевшая иной смысл, некоторые авторы называют такой символ саувастика, Sauwastika); в более широком смысле — розетка с загнутыми в одну сторону концами, как под прямым углом, так и с плавными, как у лаубуру или спиралевидными очертаниями, чаще 4- (тетраскелион), но также 3- (трискелион), 5-, 6- и подобные n-конечные свастики, например, аревахач («», «»). Исходя из теории симметрии, свастика может рассматриваться не только в качестве розетки, но и как другие симметричные фигуры — бордюр и сетчатый орнамент, например, меандр («»).
Свастика имеет повсеместное распространение в качестве орнаментального мотива, часто в виде меандра. Этот символ встречается с VIII тысячелетия до н. э., предположительно выкристаллизовавшись из ромбо-меандрового орнамента, впервые появившегося в позднем палеолите. Два меандра, наложенные друг на друга с метрическим сдвигом «на один шаг» (двойной меандр), в пересечении дают крест-свастику. Именно такие знаки встречаются на глиняных сосудах из Суз (территория современного Ирана), в геометрическом стиле древнегреческой вазописи, в памятниках древнего искусства Китая и Японии: на неолитической керамике, изделиях из кости и в бронзовых сосудах периодов Шан и Чжоу (2—1 тысячелетия до н. э.). В древнеримской архитектуре двойной меандр, образующий в пересечениях свастику, украшает горизонтальный пояс наружных стен Алтаря мира Августа в Риме (13 год до н. э.).
Свастика встречается в разных культурах Евразии, Африки и доколумбовой Америки. У многих народов мира она изображена на предметах повседневного быта, одежде, монетах, вазах, оружии, знамёнах и гербах, при оформлении церквей и домов.
Свастика играла существенную роль в древнем индоиранском мире, была распространена в античной греко-римской культуре. Особое распространение имеет в индуизме, джайнизме и буддизме. Встречалась в раннехристианском и византийском искусстве. В христианской иконографии была одной из форм креста. Широкое распространение свастика имела также в древнегерманском мире.
Свастика имеет много значений, у древних народов она была символом движения, жизни, благополучия, связывалась с добрым предзнаменованием, процветанием, плодородием, долгожительством, могла служить оберегом от злых духов. Одновременно могла быть символом света, огня, молнии или небесных тел. Могла символизировать философские категории. В Индии свастика продолжает оставаться наиболее широко используемым благоприятным символом у индуистов, джайнов и буддистов.
В XIX—XX веках входила в символику большого числа политических, военных и коммерческих организаций.
В конце XIX века свастика с загнутыми под прямым углом концами, повёрнутыми по часовой стрелке, начала считаться символом «арийской расы», а в XX веке стала символом нацизма и национальным символом нацистской Германии, в результате чего получила в большей части мира устойчивую связь с нацистской идеологией, политикой и преступлениями нацистского режима. Свастика используется в неонацизме и в некоторых направлениях неоязычества. В контексте ультраправой культуры — один из символов ненависти.
Нацистская свастика используется религиозными экстремистами, в том числе ХАМАС и другими террористическими группировками в рамках террора против евреев и израильтян. Антисемиты, протестующие против Израиля, также могут использовать нацистскую свастику, чтобы обозначить свою поддержку Холокоста в качестве оружия против еврейского сообщества.

## Происхождение и значение

### Этимология и синонимы
Слово «свастика» — индийского происхождения, однако сам символ древний и впервые встречается не в Индии. Слово состоит из двух санскритских корней: सु, су — «добро, благо» и अस्ति, асти — «есть, быть», то есть «благосостояние» или «благополучие». Кроме этого названия, на санскрите существуют десятки других названий символа, связанные с разными мифологическими легендами, преданиями. Название «свастика» ввёл не позже 1852 года Эжен Бурнуф.

Филфот

До заимствования санкритского термина на Западе было распространёно англосаксонское наименование «филфот» (англ. fylfot). Сомнительно его происхождение от др.-сканд. fjôl, соответствующего др.-англ. fêla и нем. viel — много + др.-сканд. fotr — нога; или от др.-англ. fêowerfôt «четыре лапы»). Вероятно, это было местное прозвище свастики несколькими британскими учёными и скандинавскими антикварами. В современной европейской геральдике филфотом именуется свастика с усечёнными концами.
Среди других традиционных европейских названий свастики — греческий «гамма́дион» (греч. γαμμάδιον, тетрагамма), так как греки видели в свастике комбинацию четырёх букв «гамма» (Γ), tetraskelion («четвероногий»), triskelion («трёхногий»), гамматический крест (в дореволюционном руководстве для духовных семинарий). По-французски свастика порою звалась, особенно в старой литературе, croix gammée либо gammadion, croix cramponnée, croix pattée, croix à crochet, но позднее установился термин свастика.
В традиционном русском просторечии свастика называлась по-разному. Например, «ветерок» — поскольку в христианстве свастика обозначает некое духовное движение, схождение Святого Духа, и поэтому «ветер» и «дух» — слова с одним смыслом. Или: «гуськами», «огневцами», «зайцами» (полотенце со свастикой называлось полотенце с «зайцами»), «конями», «коняшками», потому что такой вот загнутый крест.
Некоторые неонацисты и неоязыческие приверженцы фолк-хистори утверждают, что русское название свастики — «коловрат», однако нет ни одного этнографического источника, подтверждающего это. В то же время, родственное слово «колесо» для называния шести- и восьмиконечных розеткообразных символов-оберегов, например, «громовое колесо», присутствует в аутентичном фольклоре, в частности, Русского Севера.
В нацистской Германии Гитлер называл символ «хакенкройц» (нем. Hakenkreuz, буквально — «крюковый крест», иногда — «мотыгообразный крест», и тому подобное).
Название некоторыми исследователями свастики «молотом Тора» было признано ошибочным.

### Трактовки

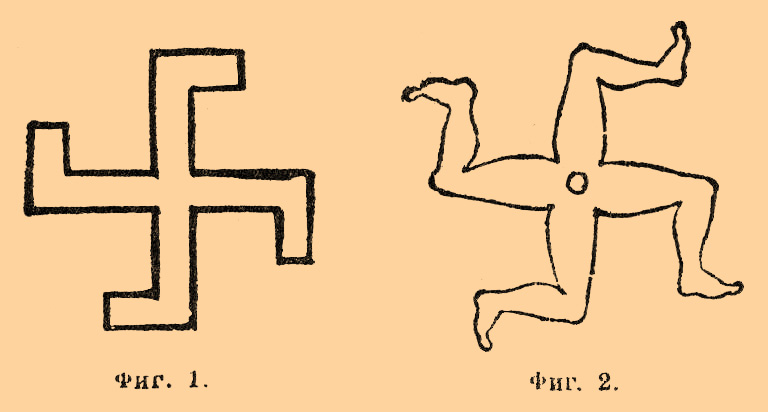
Иллюстрация из ЭСБЕ

Одно из самых ранних употреблений ромбо-меандрового свастического орнамента отмечено в эпоху палеолита в Костёнковской и Мезинской культурах (25—20 тыс. лет до н. э.).
Разные авторы связывают свастику с текущей водой, воздухом, пламенем, огнём, женским полом, соединением двух полов, луной, сторонами света, различными богами и др. Наиболее распространённая версия — солнце в круговом движении.
В памятниках Индии свастика символизирует солнце, а солнце (по данным, относящимся ко времени не ранее 2 тыс. до н. э.) представлялось птицей. Аналогично и в доколумбовой Америке свастика считалась эмблемой бога Солнца, поэтому изображение птицы со свастикой на груди, как и птицы с крестом, трактовалось в эпоху бронзы как символ солнечного божества. В Китае свастика была введена в VII веке как иероглиф, обозначающий Солнце.
По мнению А. Голана, в сфере тех культовых воззрений, в которых отмечается почитание солнца, свастика имела то же значение, что и крест, а именно, она являлась символом солнечной птицы. Вероятно, свастика обозначала годовое движение солнца, а крест — суточное. Действительно, у ацтеков иероглиф в виде диска с крестом обозначал «день», а диск со свастикой имел значение «год».
О солярном значении свастики свидетельствуют некоторые графические композиции. Свастика, как и крест, нередко изображалась в круге, который в эпоху бронзы считался изображением солнечного диска, она бывает окружена точками, с зубцами, лучами, которые в эпоху бронзы имели солярное значение. Однако все эти графемы, состоящие из окружности и свастики, имеют неолитическое происхождение: по мнению А. Голана, с точки зрения раннеземледельческой религии они символизируют связь богини неба и бога земли.
По некоторым данным, возможно устаревшим, свастика являлась знаком стоящих во главе пантеона богов-громовержцев, как-то: Индра, Зевс, Юпитер и Тор.
Тем не менее, свастика рассматривается не только как солярный символ, но и как символ плодородия земли. Свастика понималась как символ четырёх основных сил, стихий, четырёх сторон света, центрированных вокруг оси (это зафиксировано и в средневековых мусульманских рукописях, а также сохранилось до нашего времени у американских индейцев), смены времён года, вращения небосвода вокруг небесной оси. В западном оккультизме ей придавались вращения зодиака и алхимической идеи превращения элементов.
Британский математик Иэн Стюарт высказал предположение о том, что повсеместная распространённость подобного свастике узора объясняется работой мозга человека. А именно тем, что в состоянии возбуждения квадранты поля зрения отображаются в различных областях мозга, образуя вращающиеся образы, подобные свастике.

### Право- и левосторонняя свастика

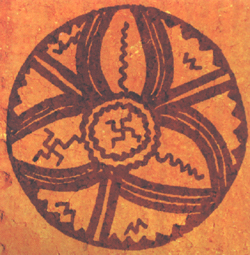
Прототип свастики на вазе Трипольской культуры

Левосторонняя «саувастика» (слева) и правосторонняя «свастика» (справа)

Среди исследователей имеются существенные разногласия, различаются ли правосторонняя и левосторонняя свастики смыслом во всех культурах и во все времена.
Свастика на знамёнах может быть видна с разных сторон по-разному. Есть древние изображения с концами, повёрнутыми в одну и затем — в другую сторону (в трипольской культуре, в индуизме). Если два вида свастики употреблены одновременно и рядом, можно с уверенностью один из них назвать мужским, а другой — женским. В индуизме, по утверждению М. Ф. Альбедиль, правосторонняя свастика расценивается как благожелательная, а левосторонняя — как злонамеренная.
При таком различии направления свастику в целом делят на дуальности: «левый — правый», «женский — мужской», «добрый — недобрый» (как и даосизм определяет инь и ян, полная гармония сторон). Знак свастики с загибом концов креста влево («женский») символизировал полёт солнечной птицы осенью и зимой на север, а с загибом вправо («мужской») — весной и летом на юг, возможно, символизируя два полугодовых состояния солнца. Свастика предполагает и идею движения в двух направлениях: по часовой и против часовой стрелки.
В древнеиндийских писаниях различают мужскую и женскую свастики, изображавшие двух женских, а также двух мужских божеств. По мнению А. Голана, эти данные согласуются с дихотомиями (оппозициями) «левый — правый» и «женский — мужской», подобно «Инь» и «Ян». В энциклопедии «Британника» говорится о чётком различии направления в индуизме, где изображение с «вращением» против часовой стрелки называют саувастикой (реже — совастикой, англ. sauvastika). Генрих Шлиман, обнаруживший много образцов свастик при раскопках найденной им Трои, и профессор-индолог М. Мюллер, в опубликованных Шлиманом разъяснениях, в 1880 году также ограничивали термины «свастика» и «саувастика» индуизмом, возражая против применения их к похожим западным символам, которые называли просто «знаками». Они также связывали направления свастики с дихотомиями, согласно индийской традиции. Р. Багдасаров отмечает, что подобной трактовки придерживались и другие авторы, в частности индолог Чарльз Бирдвуд. Также Багдасаров отмечает, что большинство учёных давно сомневаются, что право- и левосторонние виды свастики следует именовать по-разному, и что чётких значений у «левой» и «правой» свастик нет даже на территории Индии, не говоря о других культурах. Также термин иногда применяется при описании понятий индуизма и произошедших от него учений, в частности буддизма.
По данным А. Голана, в русской традиции правая и левая свастика трактуются несколько иначе: одна обозначает движение по солнцу и символизирует добро, другая — движение против солнца и считается недобрым знаком (в данном случае оппозиция «добрый — недобрый» соотносится с «мужской — женский»).

## Традиционный символ

### Распространение
Свастика как отдельный одноосевой символ встречается со времён неолита и энеолита в 8-м тысячелетии до н. э. Предположительно свастика произошла из протосвастического ромбо-меандрового орнамента эпохи позднего палеолита в находках мезинской культуры.
В Восточной Европе, Западной Сибири, Средней Азии и на Кавказе встречается со II—I тысячелетий до н. э. На Закавказье с XVI века до н. э., на Северном Кавказе с I тыс. до н. э.
В эпоху бронзы свастика изредка встречается в Центральной и Западной Европе, на Кавказе, в Западной Сибири и Средней Азии. Свастика представлена в восточных орнаментах, на монументальных строениях и на домашней утвари, на различных оберегах и православных иконах. Занимает значимое место в орнаменте предметов, найденных при раскопках Трои и сравнительно часто встречается в памятниках античности. Была известна доколумбовой Америке, в частности в государстве Майя в Центральной Америке.
Крайне редко свастика встречается в искусстве Древнего Египта, не обнаружена в памятниках Финикии, Аравии, Сирии, Ассирии, Вавилона, Шумера, а также на территории Австралии и Океании.
Символ характерен практически для всех культур народов севера Евразии, как индоевропейских, так и финно-угорских, тюркских, кавказских.

### Ближний Восток

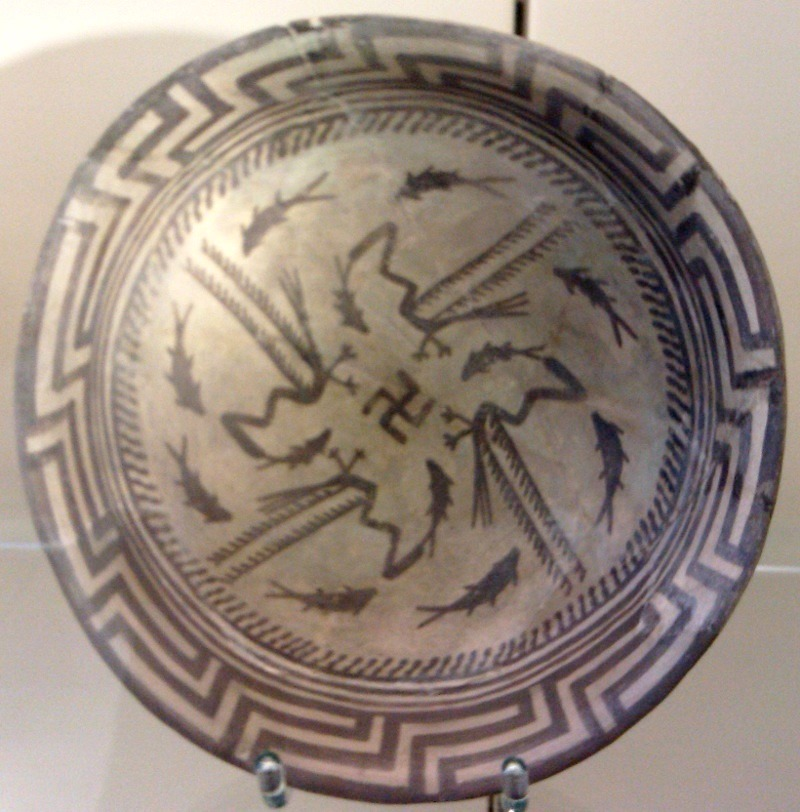
Самаррская чаша, датируемая 4000 годом до н. э., была найдена немецким археологом Эрнстом Герцфельдом в иракском городе Самарра. Экспонируется в Пергамском музее

Первые изображения отдельного символа найдены в Анатолии и Месопотамии и датируются VII—V тысячелетиями до н. э.
Древнейшее известное изображение свастики (с прямыми углами) найдено в Арпачии (на севере Ирака) халафской эпохи и датируются V тысячелетием до н. э. Также свастика обнаружена на глиняных сосудах из Самарры (центральный Ирак), также V тысячелетия до н. э.
Свастика часто изображалась на древних месопотамских монетах.
Одна из древнейших форм свастики — малоазийская, в виде фигуры с четырьмя крестообразными завитками. Ещё в VII веке до н. э. в Малой Азии были известны изображения, подобные свастике, состоявшие из четырёх крестообразно расположенных завитков — закруглённые концы являются знаками циклического движения. Имеются совпадения в изображении индейских и малоазиатских свастик (точки между ветвями свастики, зубчатые утолщения на концах). Другие ранние формы свастики — квадрат с четырьмя растениевидными закруглениями по краям — являются знаком земли, также малоазийского происхождения.
Много образцов свастики было обнаружено при раскопках Трои Генрихом Шлиманом. Он обратился к профессору Макс Мюллеру, опубликовав его разъяснения про свастику в своём «Илиосе».

### Южная и Восточная Азия

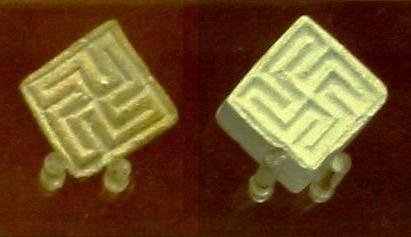
Печать, индская культура

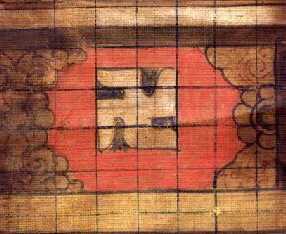
Левосторонняя свастика — символ религии бон

Лево- и правосторонняя свастики встречаются в доарийской индской культуре Мохенджо-Даро (бассейн реки Инд) и древнем Китае.
Различные виды свастики (3-лучевая, 4-лучевая, 8-лучевая) присутствуют на керамическом орнаменте андроновской археологической культуры (Южный Урал эпохи бронзы, XVII—IX века до н. э.), принадлежащей индо-иранским племенам.
Свастика широко используется в тибетской религии бон с VII века.
Разнообразные формы свастики являются священными символами в буддизме, индуизме и джайнизме.

#### Индуизм

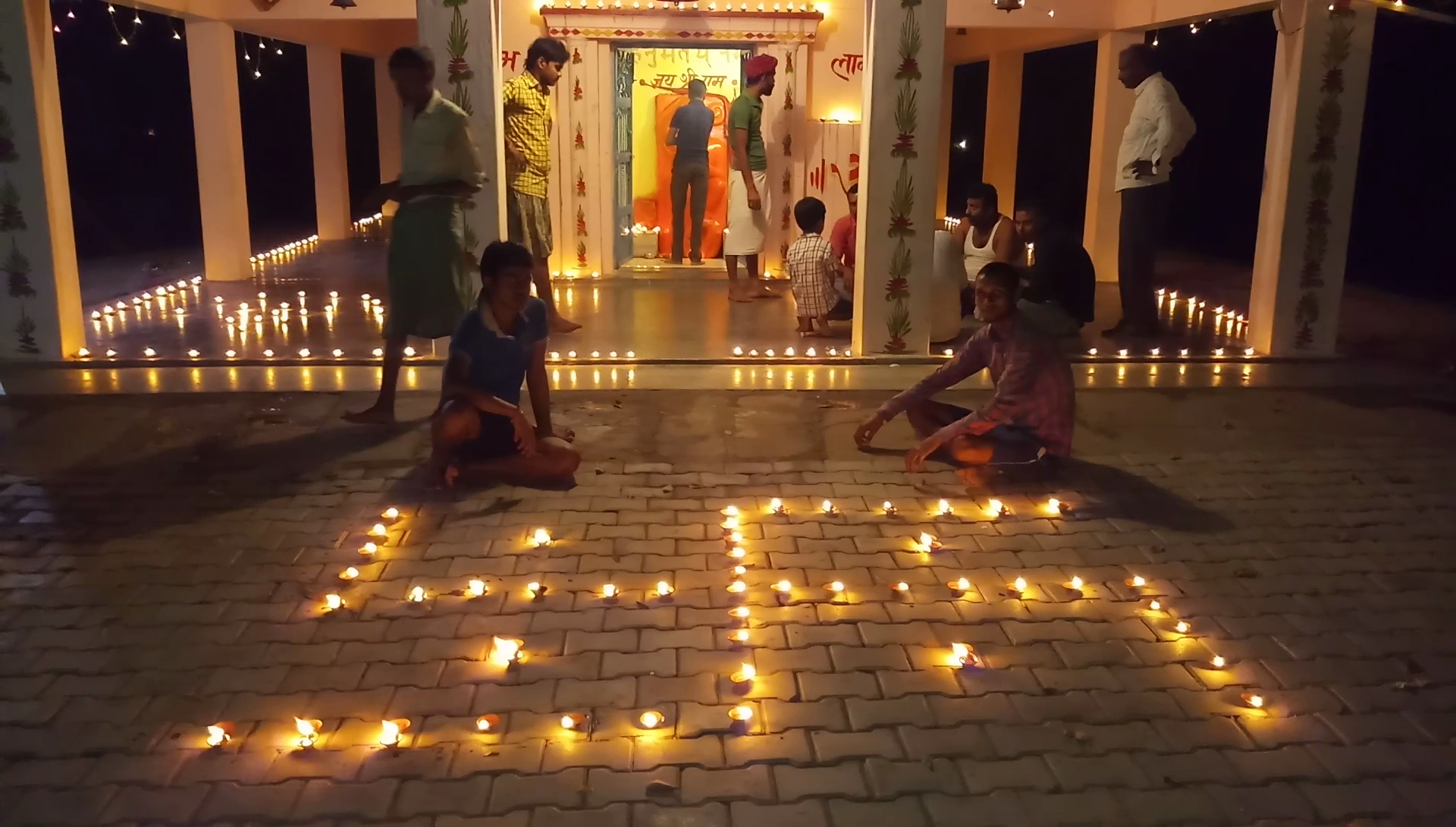
Свастика в индуистском храме

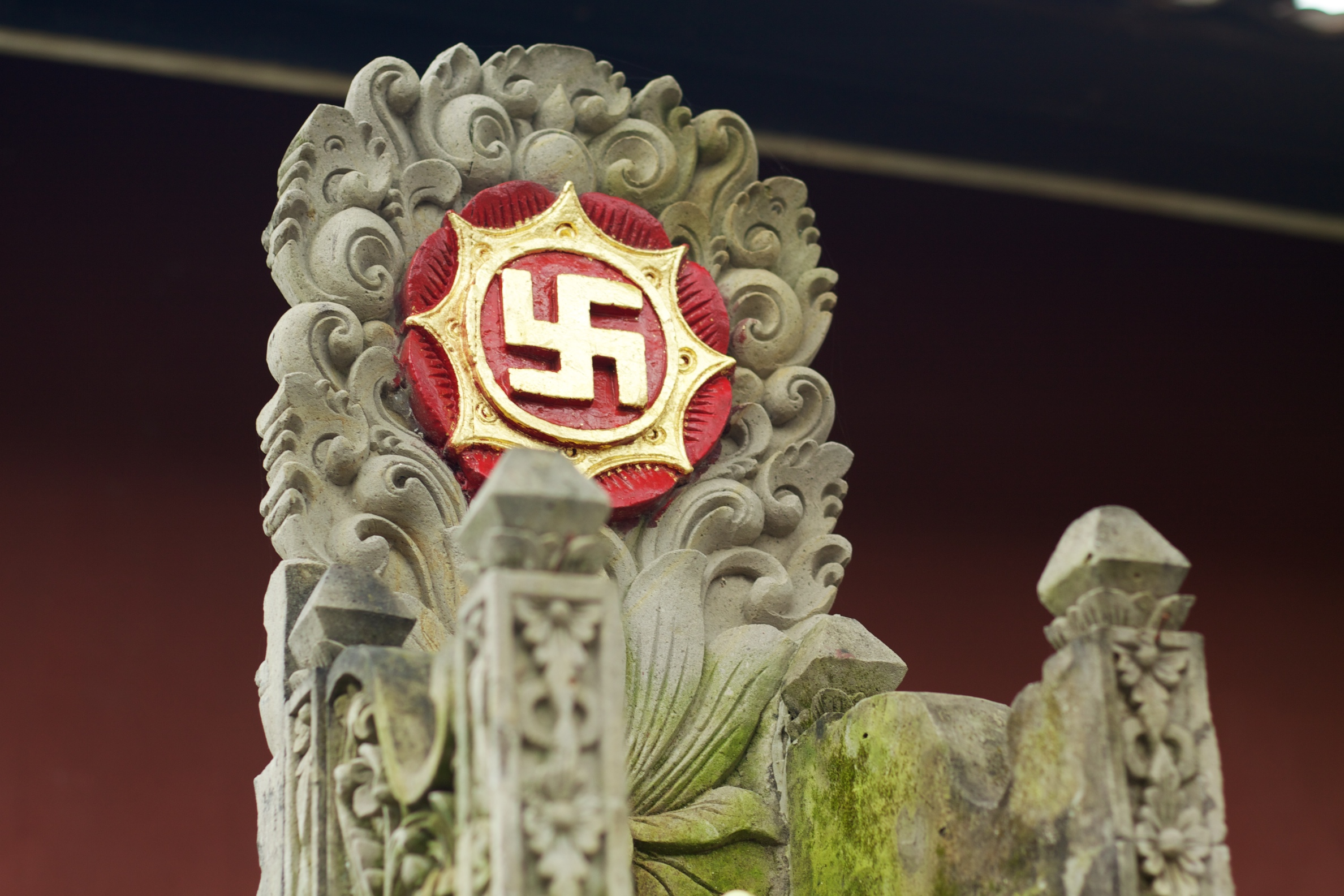
Балийский индуистский алтарь

Индуистская традиция связывает правостороннюю свастику с солнцем. Является знаком Вишну и символизирует космическое колесо, которое выражает идею развития вокруг неподвижного центра. Также правосторонняя свастика связана с мужчинами. Левосторонняя свастика является женским символом и ассоциируется с осенним и зимним солнцем, знаком, неблагоприятным для мужчин. В народной традиции правосторонняя свастика считается оберегом, и размещается на входах в храмы, дверях и порогах домов и при входе в стойла, используется для помечания первых страниц своих бухгалтерских книг и подношений. В настоящее время в традиционных сельских ритуалах свастика связывается с астрологическими представлениями и защищает от несчастий. На севере Индии в настоящее время свастика используется в ритуалах, маркирующих начало (рождение, свадьба). Существует особый обряд свастика врата, когда женщины во время сезона дождей каждый вечер рисуют свастику и совершают обряд её почитания.

#### Джайнизм

Символ джайнизма со свастикой

В джайнизме свастика является наиболее распространённым символом. Четыре луча символизируют четыре вида бытия, а точки (обычно три) — три драгоценности (праведные знание, воззрение и действие). Символ может соответствовать четырём уровням сансары, от которых нужно освободиться или четырём качествам души. Также это эмблема седьмого тиртханкары (святого). Считается, что своими «четырьмя руками» напоминает верующему о четырёх возможных местах перерождения — в животном или растительном мире, в аду, на Земле или в духовном мире.

#### Буддизм

Свастика и джапа-мала

В буддизме почитается левосторонняя свастика. В культуре японского буддизма встречаются как левосторонние, так и, реже, правосторонние свастики, как четырёх-, так и трёхпалые (известны также под названием мандзи, «вихрь» (яп. まんじ, «орнамент, крест, свастика»).
В буддийской традиции свастика символизирует стопы или следы Будды. Его часто помещают в начале и в конце надписей. Современные тибетские буддисты используют его как украшение одежды. С распространением буддизма свастика перешла в иконографию Китая и Японии, где она символизировала множественность, изобилие, процветание и долголетие.
Широко используется в Непале, а также Южной Корее. Храмы, божества, а также жилища и транспорт украшается свастикой, присутствует при большинстве свадеб, праздников и гуляний.
Используется в Китае как часть буддийской традиции со времён династии Тан. Тогда императрица Ву (684—704) повелела обозначать свастическим иероглифом Солнце, поэтому свастический мотив чрезвычайно распространился в орнаментации.

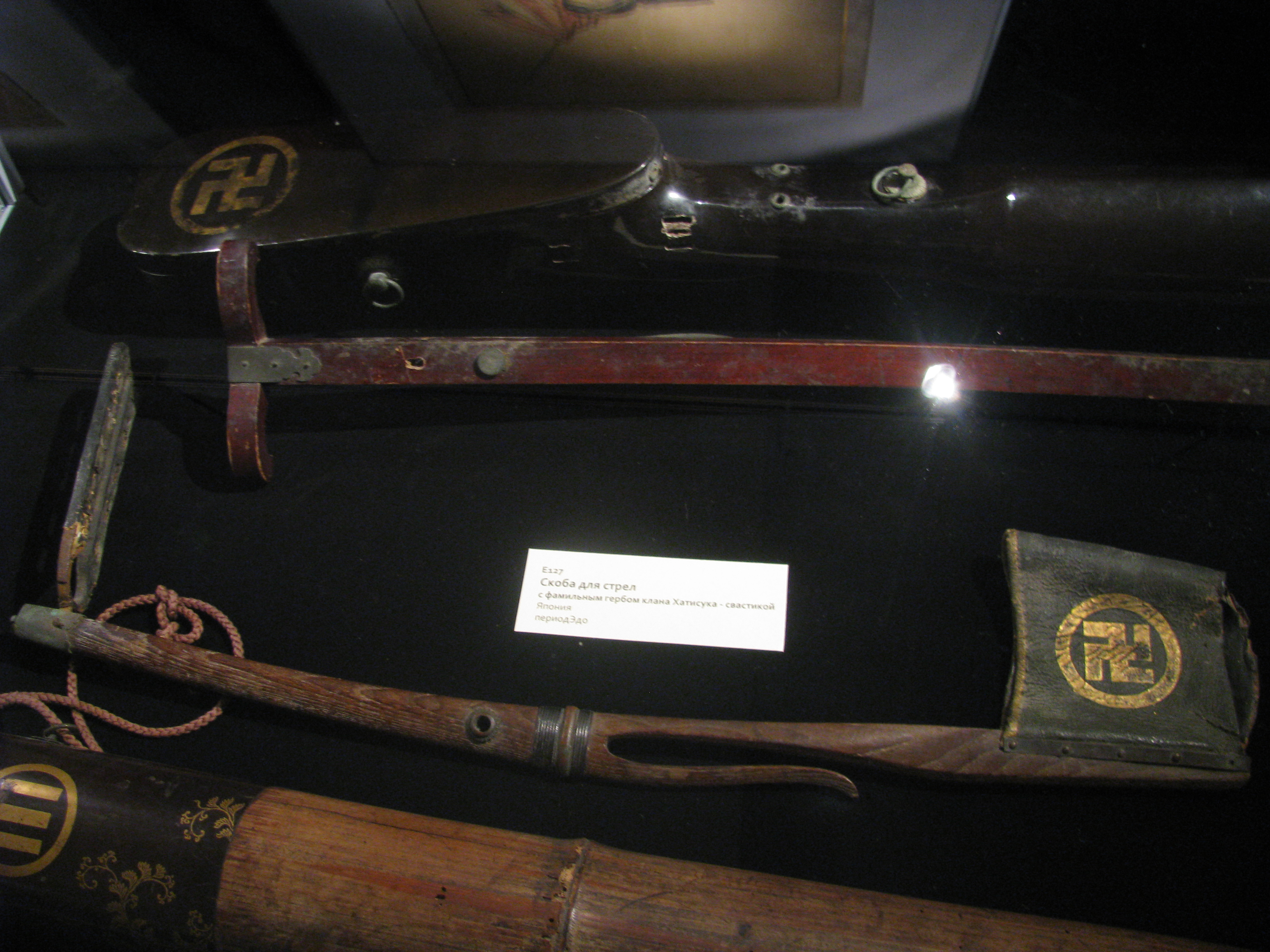
Свастика на скобе для стрел — герб клана Хатисука. Япония, эпоха Эдо
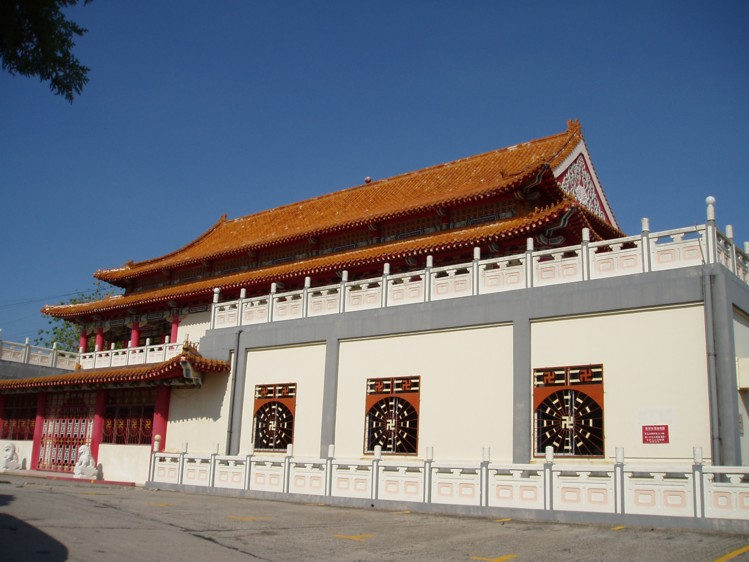
Свастика на храме Пу Джи Ши в Сандакане (Малайзия)
Свастика присутствует в орнаменте на современном гербе Монголии

### Африка
В Северо-Восточной Африке была обнаружена стела царства Мероэ, которое существовало во II—III веках н. э. Фреска на стеле изображает женщину, вступающую в загробный мир, на одежде усопшей также красуется свастика. Вращающийся крест украшает и золотые гирьки для весов, принадлежавшие жителям Ашанты (Гана).

### Америка
В Северной Америке свастика встречается в археологических материалах миссисипской культуры и датируется 1000-1550 годами н. э. Доказательством древности символа там служат находки в горах Хоупвел (округ Росс, Огайо) и Токо (округ Монро, Теннесси): тонкие медные свастики с отверстием посередине, отлитые не менее 2000 лет назад.
В колониальный и современный период символ свастики известен у большинства индейских народов Северной Америки. Исключением являются регионы побережья Тихого океана, Аляски и севера Канады.
В Южной Америке встречается свастический орнамент в декоративном искусстве предположительно VII—IX века периода культуры Наска в Перу.
Свастику считали древним символом центрально-американские индейцы гуна и использовали его на флаге при создании республики Туле.
В доколумбовой Америке свастика считалась эмблемой бога Солнца, поэтому изображение птицы со свастикой на груди, как и птицы с крестом, трактовалось в эпоху бронзы как символ солнечного божества или как «громовая птица». По мнению А. Голана, в аспекте верований раннеземледельческой религии этот образ и свастику следует трактовать как бога преисподней, поднявшегося в небо.

#### Мексика

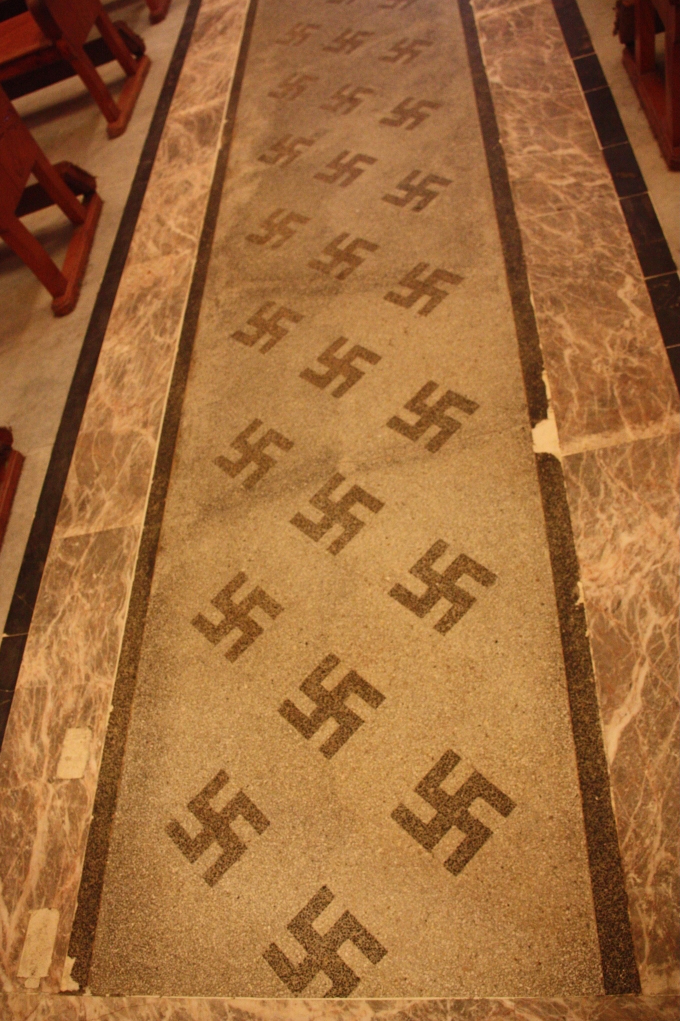
Свастики на полу собора Тампико

Культуры, населявшие мексиканские и центральноамериканские земли, такие как майя, ацтеки и толтеки, также использовали этот крест и почитали его как священный символ, использовали свастику в ритуалах Солнца в качестве вечного элемента, в Мексике её можно увидеть в различных соборах, таких как Собор Святого Лудовика, Тампико, Каса-Антигуа-Паррас-Коауила, а также в других культурных центрах.

### Евразия

#### Кавказ и Закавказье
В Закавказье встречается с XVI века до н. э. (Триалетская культура), на Северном Кавказе с I тысячелетия до н. э., наиболее древние находки расположены в районе между Дагестаном, Чечено-Ингушетией и Грузией.

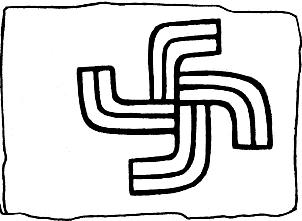
Древний аварский петроглиф

Древние петроглифы четырёхлучевых и иных свастик зафиксированы в Дагестане, в частности, у аварцев. По сообщению Вахушти Багратиони, на родовом знамени аварских ханов был изображён волк со штандартом с двойной спиралевидной свастикой.
Петроглифы со свастиками изображались и на средневековой чеченской и ингушской башенной архитектуре.
Так, свастику можно увидеть на камнях ингушских башнях, культовых строений и могильников (некрополей), располагающихся в периметре башенных комплексов, построенных в период между X и XVII веками нашей эры. Такие комплексы расположены преимущественно в Джейрахском районе Ингушетии, в небольшом количестве имеются также в Сунженском районе Ингушетии. Круговая свастика в виде трёхлучевого солярного знака является одним из национальных символов ингушей и помещена на флаге и гербе Ингушетии.

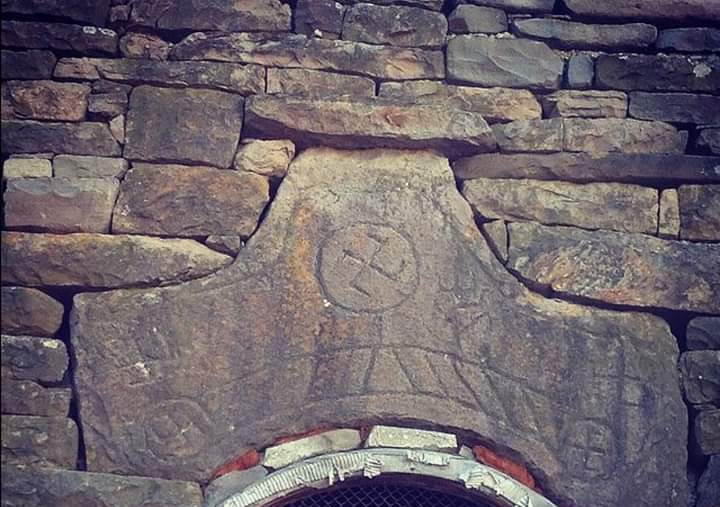
Символы свастики на арке средневековой башни в селе Химой, Чеченская Республика

Изображения свастик можно видеть на некоторых исторических памятниках в Чечне, в частности, на древних склепах в Итум-калинском районе (так называемый «Город мёртвых»). В доисламский период свастика являлась символом бога Солнца у чеченцев-язычников (Дэла-Малх). Петроглифы Аргунского ущелья и чеченские башни иных мест представляют свастики в разных вариантах: прямоугольные, криволинейные, стилизованные (см. зарисовки Бруно Плечке 1920-х годов).
Такие петроглифы представлены в форме креста отображение свастики, с загнутыми концами на ней показано движение солнца по небосводу. Вероятно, культ Солнца был развит среди нахов с III—II тысячелетия до н. э. до конца I тысячелетия н. э. Древняя прямоугольная свастика выполнена в гравировальной форме на входном проёме жилой башни в поселении Химой. Криволинейная свастика выбита на одном из камней жилой башни в селении Итум-Кали, на жилой башне в поселении Зенгали (западная Чечня). Она также изображена на металлических и керамических изделиях Северного Кавказа I тысячелетия до н. э.
Ранние изображения свастики на территории нынешнего Азербайджана встречаются в образцах наскальной живописи Гобустана, относящихся к VI—V тысячелетиям до н. э. На азербайджанских коврах изображение свастики используется в качестве заполняющего элемента композиции срединного поля. Например, на карабахском ковре «Малыбейли», на губинских коврах «Губа» и «Гымыл», на ширванском ковре «Сумах», а также на ворсовом губинском ковре «Билиджи».
В Армении и Грузии популярны древние розеткообразные свастики: армянский аревахач «» и грузинский борджгали
«».

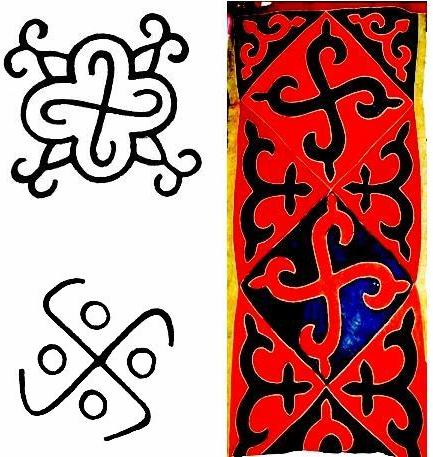
Аварская свастика
Ингушский национальный символ в форме трискелиона. Изображён на государственном флаге Ингушетии

#### Поволжье, Урал и Сибирь

Башкирская свастика

Солярный знак является одним из элементов башкирского орнамента. Им украшаются еляны, разновидность верхней одежды, служит в качестве тамги некоторых родов, например, кубулякского. У башкир свастика является символом солнца и плодородия.
Различные виды свастики (3-лучевая, 4-лучевая, 8-лучевая) присутствуют на керамическом орнаменте андроновской культуры (Южный Урал и Южная Сибирь эпохи бронзы, XVI—XII века до н. э.), принадлежащей ариям.
Свастика имеет место в культуре народов России, традиционно исповедующих буддизм (буряты, калмыки и тувинцы) либо испытавших монголо-буддийское влияние (алтайцы).

Флаг Горно-Алтайского уезда (1918—1922)
Флаг Тувинской Народной Республики (1921—1926)
Трискелион на гербе Усть-Ордынского Бурятского округа

### Европа

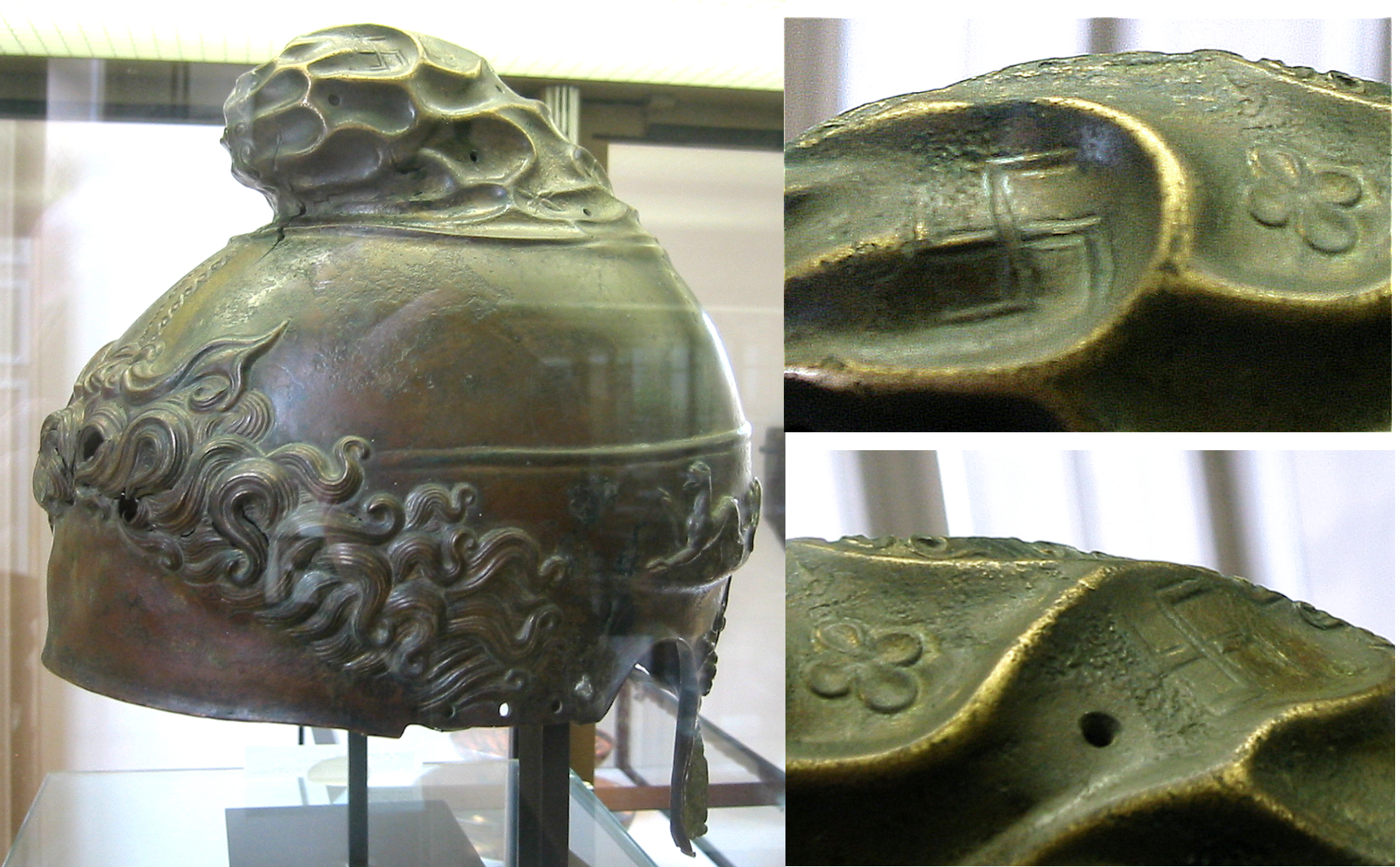
Греческий шлем со свастикой, 350—325 годы до нашей эры из Тарента, найденный в Геркуланумe. Кабинет медалей, Париж

На мезинской стоянке (Черниговщина) найден браслет из мамонтовой кости с первым зафиксированным протосвастическим орнаментом. Позже свастические мотивы встречаются в тшинецкой, срубной, абашевской и андроновской культурах.
Многочисленны находки с изображениями свастики на предметах трипольской культуры.
Начиная с эпохи неолита свастические мотивы встречаются южных и частично восточных районах Европы, получают широкое распространение в период позднемикенского бронзового века.
Известна древнекритская закруглённая свастика из растительных элементов.
Свастика изображалась в дохристианских римских мозаиках и на монетах Кипра и Крита.
Встречается на могильных урнах этрусков и фракийцев.

Древнегреческий меандр со свастиками

Свастика украшает греческие сосуды геометрического стиля, целый ряд греко-римских архитектурных сооружений, в том числе Алтарь Мира императора Августа. У греков свастика ассоциировалась с буквой Γ (гамма) и именовалась чаще всего «гаммадион», также «тетрагаммадион» («четырехгаммник»).
Известны изображения 4-конечной свастики, принадлежащих древнегерманским племенам (см. Свастика (германский железный век)
В средневековой Европе применялась в геральдике. Весьма схож по форме со свастикой баскский крест (лаубуру).

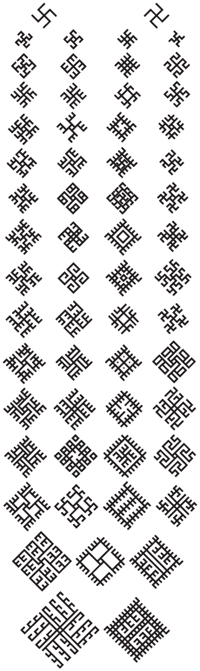
Варианты латышской свастики

Латышский «солнечный крест» («угунскрустс») являлся одним из символов бога-громовержца Перконса.
У русских, по данным Б. А. Куфтина, в отличие, например, от украинцев, свастика использовалась в качестве декоративного элемента и часто была основой орнамента на традиционных тканных изделиях. В 1926 году вышла первая часть его фундаментального этнографического исследования по народному костюму Русской Мещёры, содержащее богатый иллюстративный материал, в том числе и со свастическими орнаментами. После 1933 года все подобные исследования были свёрнуты, продолжения издания так и не появилось. Оставшиеся в центральных библиотеках книги были переведены в закрытый фонд специального хранения (Спецхран).

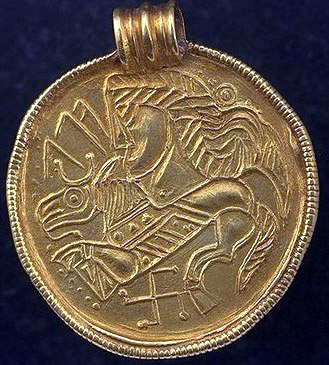
Брактеат (G 205) V века н. э.
«Руки Бога» со свастиками, пшеворская культура
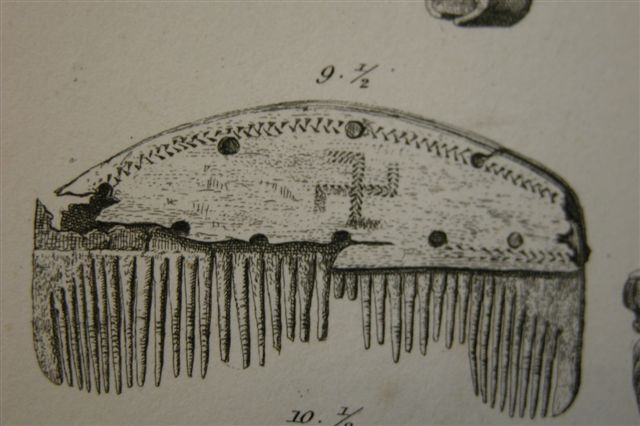
Расчёска со свастикой (Южная Дания, III или IV век)
Герб Борейко
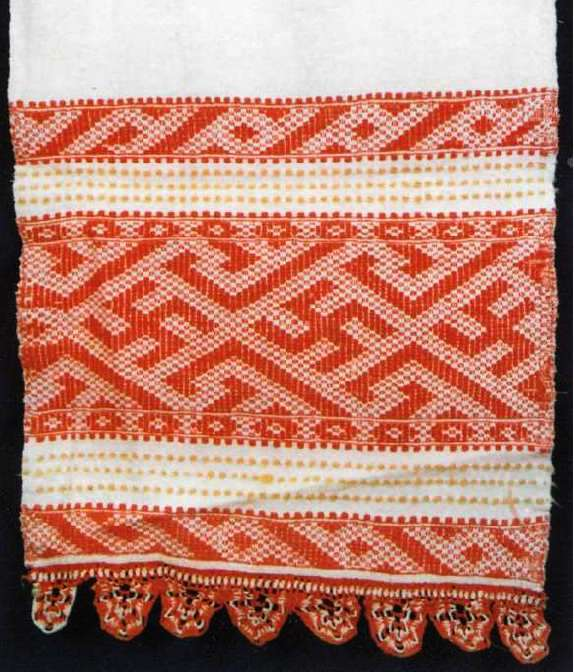
Вышивка на русском тканном полотенце. Конец XIX века. Великоустюжский уезд
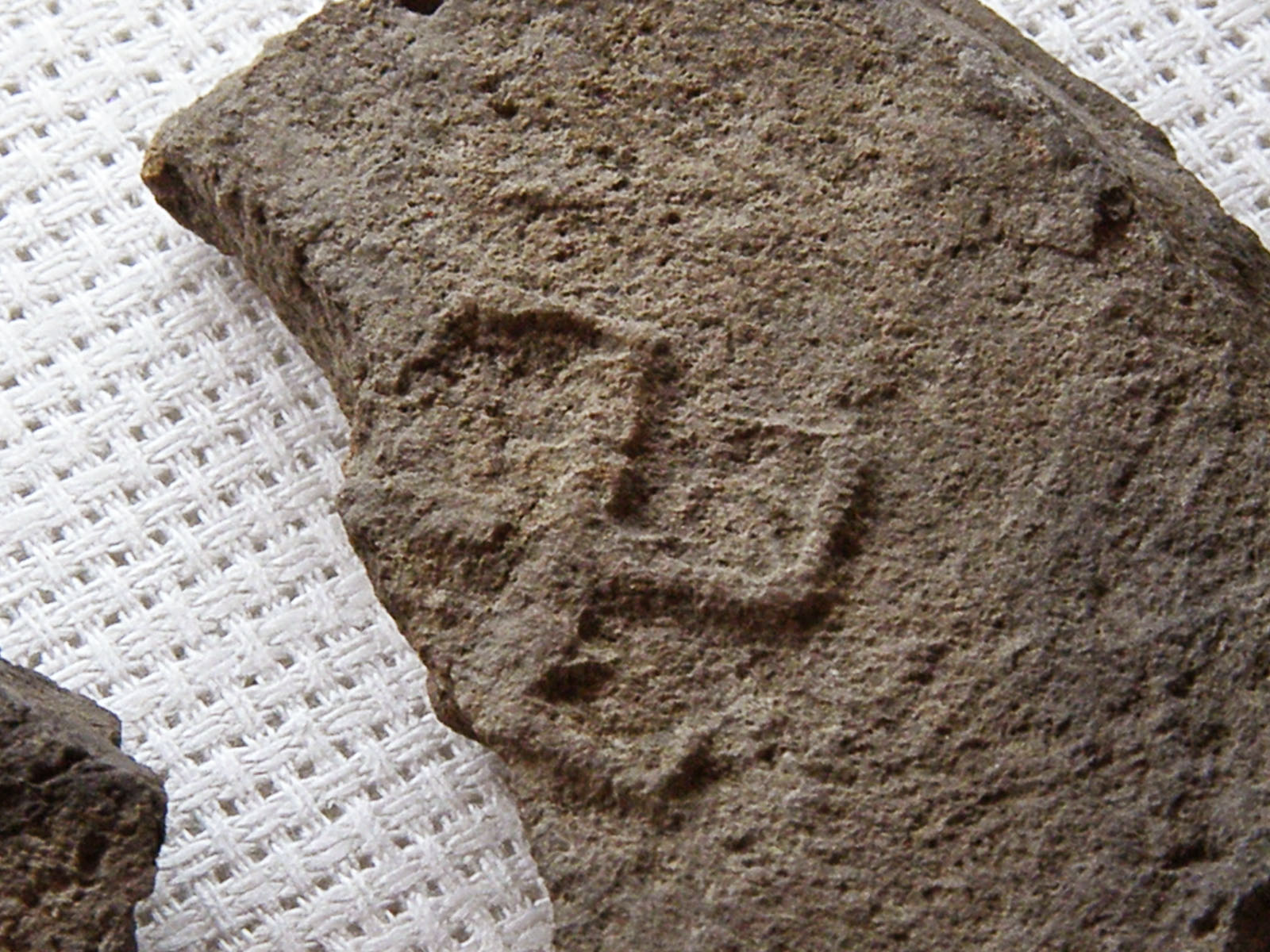
Свастика на фрагменте белорусской средневековой керамики. Музей Белорусского государственного университета
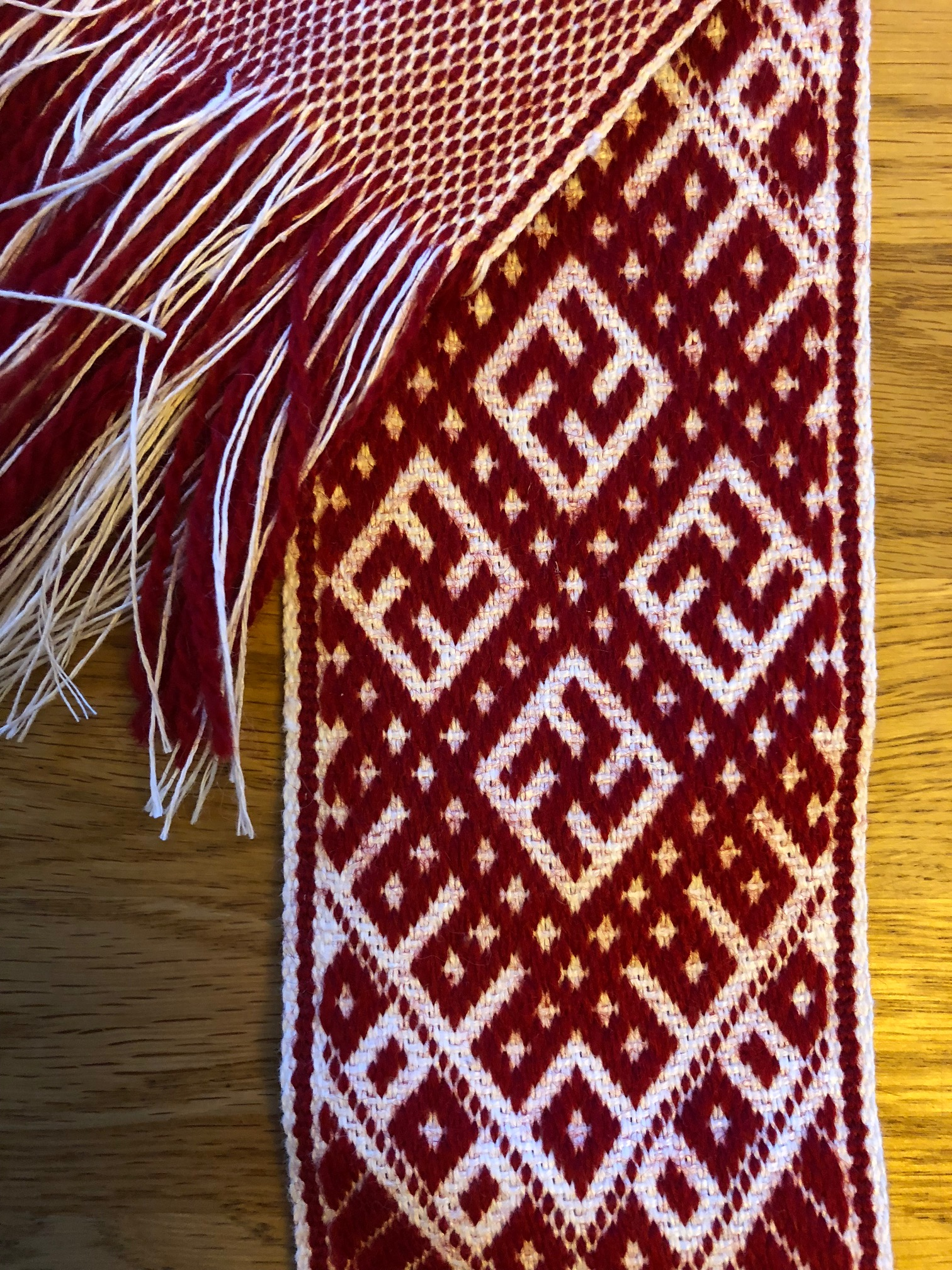
Свастика (угунскрустс) в этнографическом поясе Лиелварде, Латвия

### Иудаизм

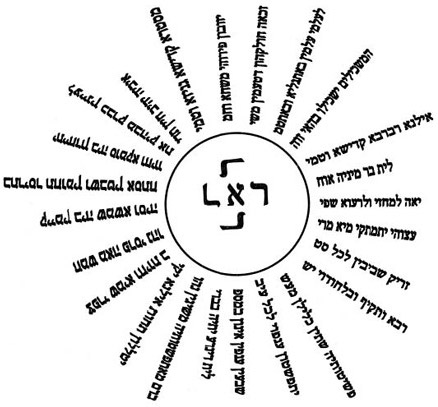
Иллюстрация из каббалистической книги

На территории современного Израиля изображения свастики обнаружены при раскопках в мозаиках древних синагог. Так, синагога на месте древнего поселения Эйн-Геди в районе Мёртвого моря, где мозаичными изображениями свастики украшены полы, датируется V—VI веками н. э., а синагога на месте современного кибуца Маоз-Хаим на Голанских высотах действовала в период между IV и XI веками. Свастика известна из развалин синагог Эдд-Дикке у озера Киннерет. В синагоге Хартфорда в США свастичная мозаика присутствовала на полу до Второй мировой войны.
Свастика использовалась в еврейском каббалистическом учении.

### Христианство
Древняя христианская церковь усвоила греческий «гаммированный крест», придав ему смысл спасения. Свастика встречается в живописи раннехристианских катакомб, на средневековых надгробиях и священнических облачениях XII—XIV веков.
Свастика присутствует на мозаике, устилающей пол Базилики Рождества Христова в Вифлееме. Она изображена среди фрагментов древнейшего мозаичного пола, сохранившиеся от первоначальной базилики времён императора Константина Великого и его матери Елены (храм заложен в 320-х годах по указанию императора Константина). Внутри свастики находится квадрат, посередине которого видна надпись: греч. ΪΧΘΥΣ — «рыба», это слово использовалось в раннехристианской символике как аббревиатура: «Иисус Христос Божий Сын Спаситель».
Прямая свастика встречается на средневековых армянских каменных святынях хачкар.
Аварские свастики эпохи христианского царства Сарир, изображаемые наряду с иными крестами, могли иметь уже и христианский смысл.
Окна со свастиками вырезаны в монолитном храме Бет Марьям — одной из скальных церквей Лалибэлы (Эфиопия), датируемых XII веком.
Сведения о свастике как о христианском символе и варианте креста рассматривалась учёными XIX века. Существовала версия, что тибетская свастика символизировала Бога, распятого за род человеческий.
На куполах некоторых русских церквей XV—XVI веков (церковь Иоанна Предтечи в Дьяково, Василия Блаженного, церковь Рождества Богородицы в Путинках) присутствует схожий со свастикой орнамент, спирально овивающий купол с осью на его вершине — кресте. В православном дореволюционном руководстве для духовных семинарий свастику называли гамматический крест.
Свастика присутствовала на иконах.
В 1940-е годы из-за аналогии с символом нацизма изображения со свастикой убирались, на одежде зашивались.

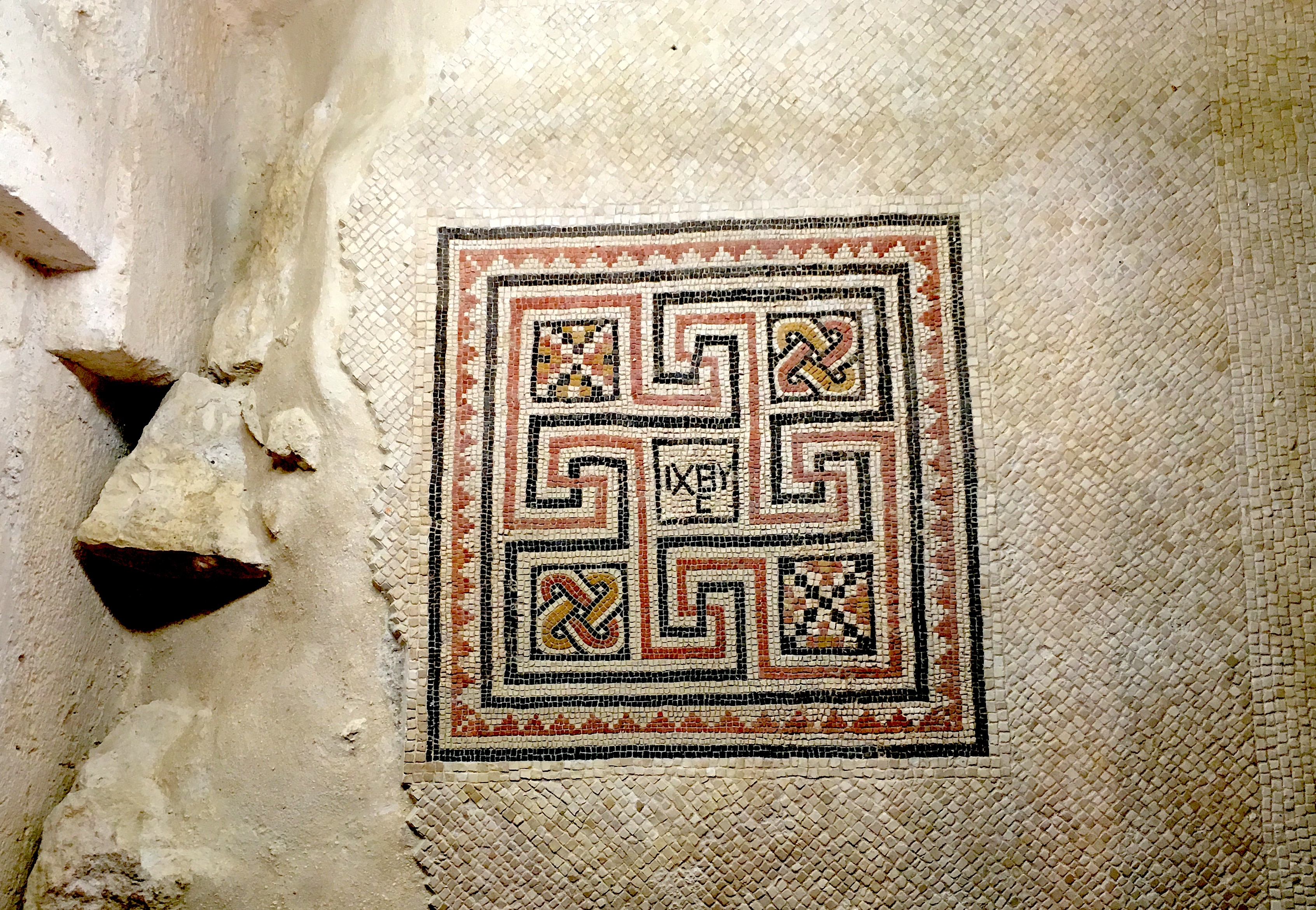
Напольная мозаика византийской эпохи в Базилике Рождества Христова со свастикой и словом греч. ΪΧΘΥΣ («рыба») в её центре
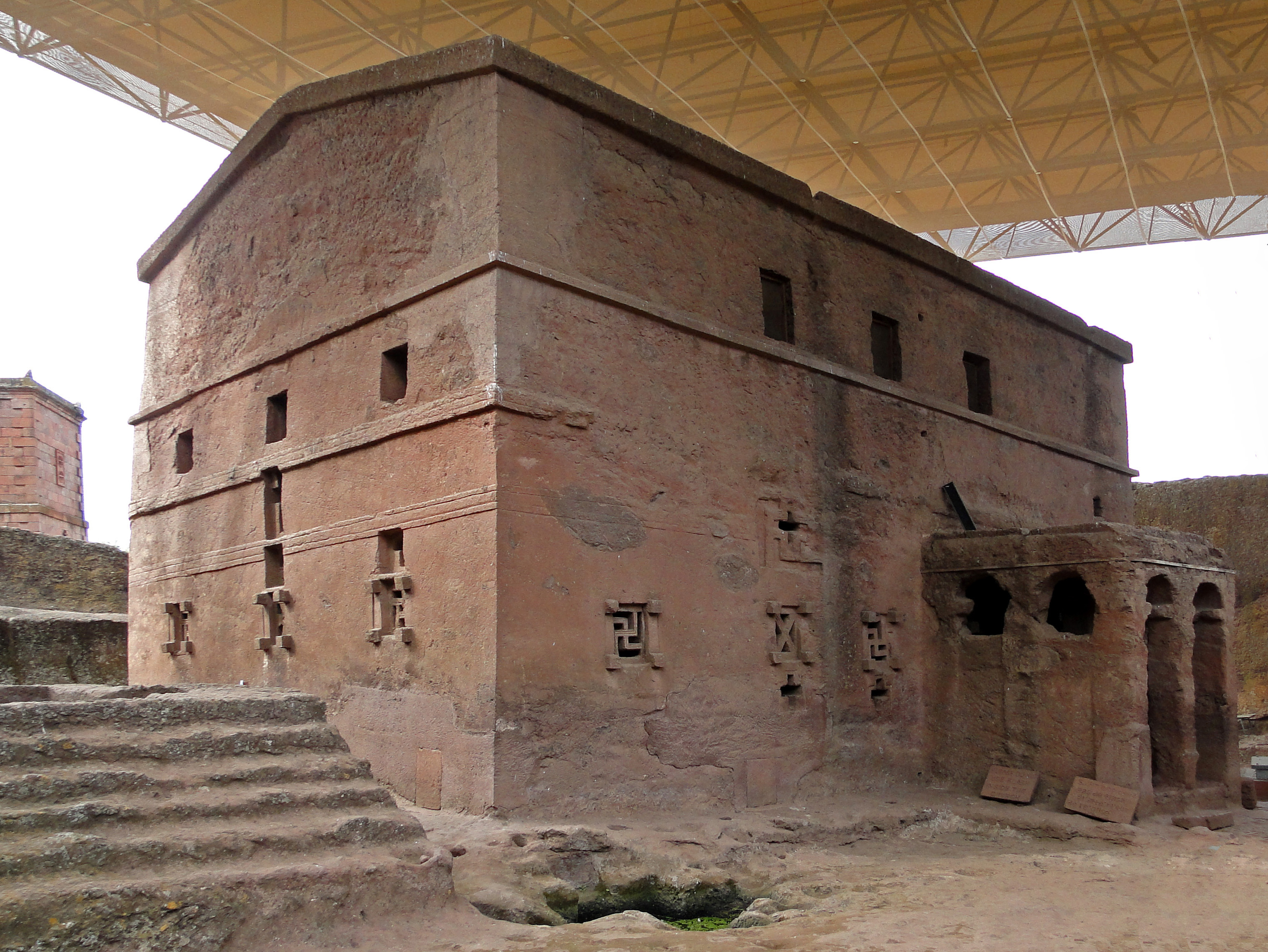
Окна со свастиками (скальные церкви Лалибэлы, Эфиопия)
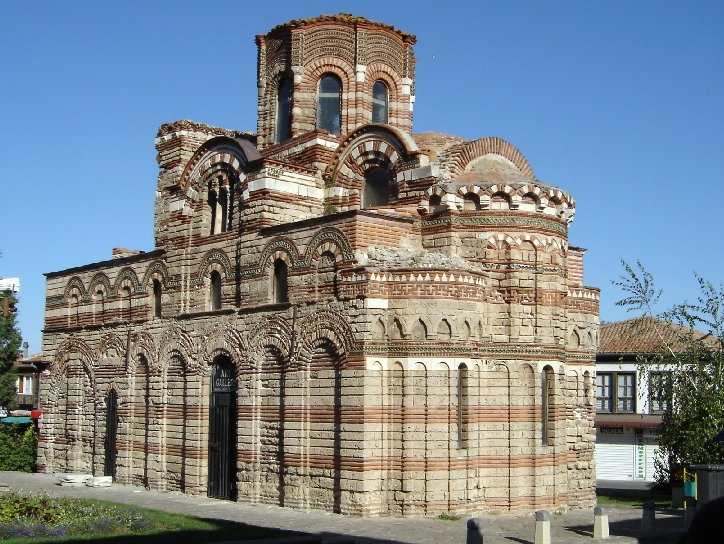
Свастика на втором ярусе Церкви Христа Пантократора в городе Несебыр, Болгария
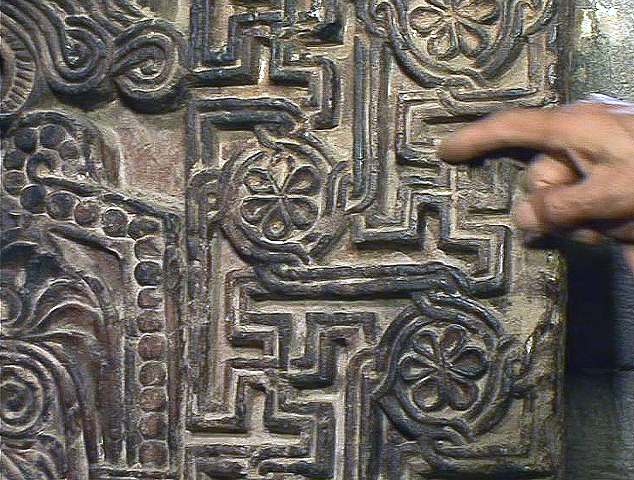
Хачкар со свастикой и шестилистниками (Санаин, Армения)
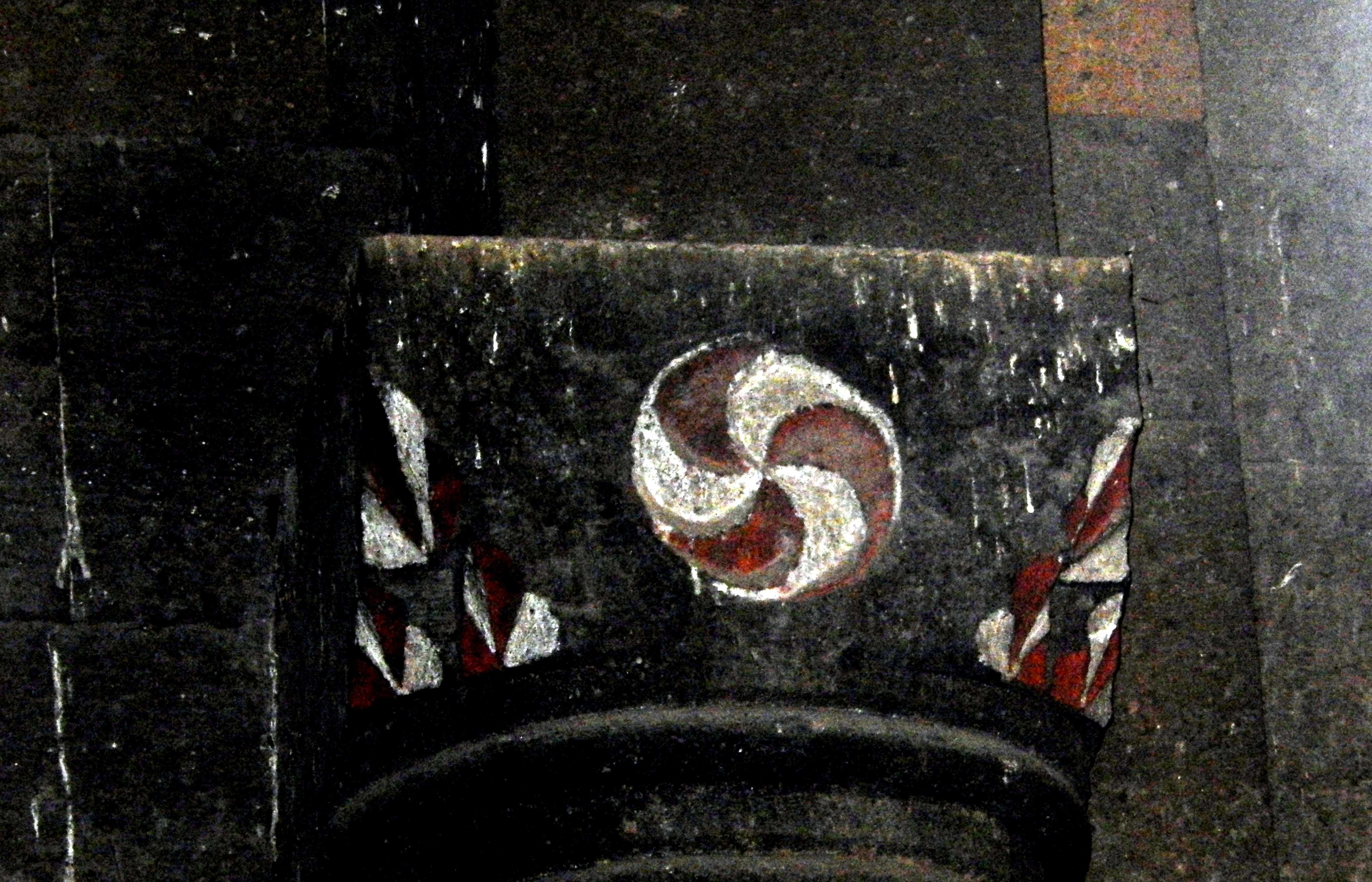
Аревахач на фреске в армянском монастыре Сагмосаванк
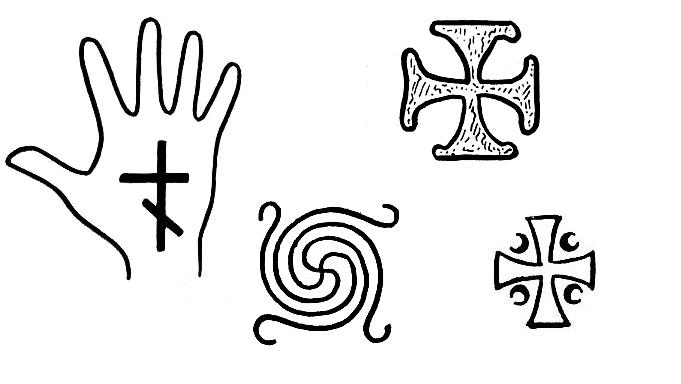
Аварские средневековые кресты, в т.ч. спиралевидная свастика

## Свастика на Западе и в России до нацизма

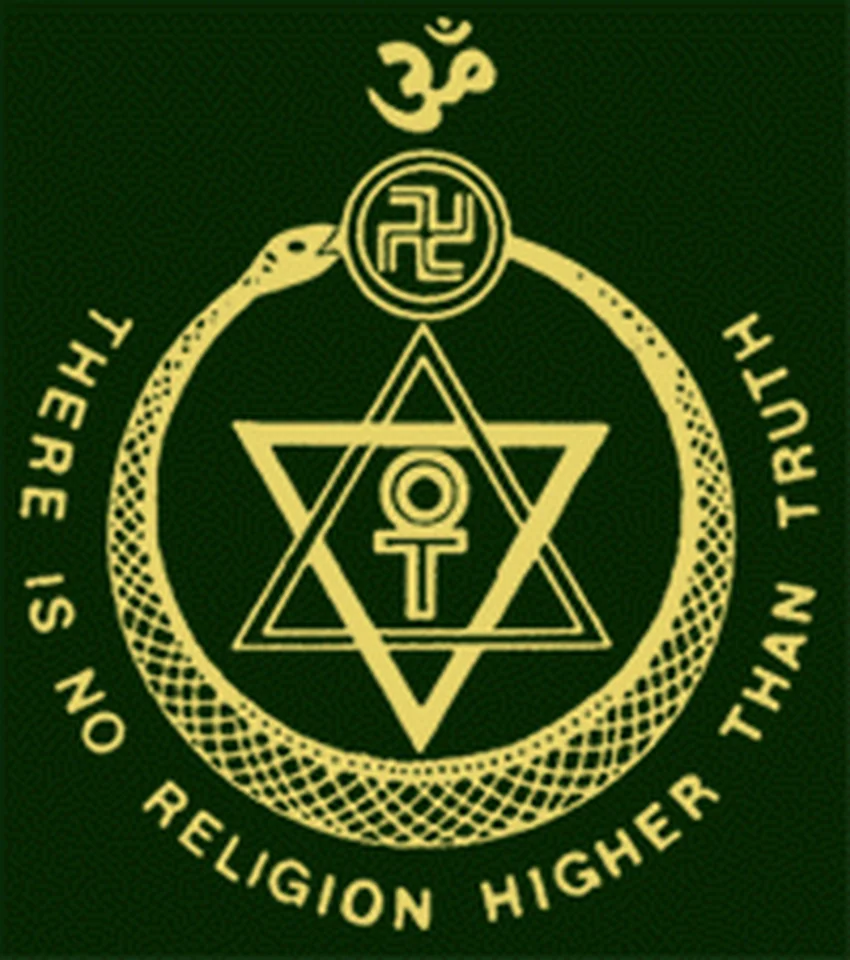
Эмблема Теософского общества

Из каббалы свастика была заимствована масонством. Затем масонская символика в сочетании с буддистской оказала влияние на оккультные, в том числе теософские учения конца XIX века. В теософской символике свастика сосуществовала со звездой Давида и лишь немецкий антисемитизм и нацизм представил их как символы «расового антагонизма».
Английский астролог Р. Моррисон организовал «Орден свастики» (Order of the svastika, или the Brotherhood of the Mystic Cross) в Европе в 1870 году, заявив в своём альманахе, что хочет возродить масонскую ложу, якобы существовавшую под таким названием в 1027 году в Китае.
В 1875 году Елена Блаватская основала Теософское общество, разместив свастику на его эмблеме, и повторила в своём «Теософском словаре» (изданном после её смерти) слова Р. Моррисона о «китайской масонской ложе», без ссылки на первоисточник. Символ её общества размещался и на обложке немецкого теософского журнала Lotusblüten.
Свастика в виде креста с концами, загнутыми влево («саувастика»), была любимым знаком последней русской императрицы Александры Фёдоровны, увлекавшейся оккультизмом. Она носила оберег в форме свастики, ставила его повсюду для счастья, в том числе на своих предсмертных письмах из Тобольска, позже нарисовала карандашом на стене и в оконном проёме комнаты в доме инженера Ипатьева, служившей местом последнего заключения царской семьи и, без датировки, — на обоях над кроватью, где, очевидно, спал наследник:175.
До прихода к власти нацистов в качестве личного герба свастику использовал Р. Киплинг.
Свастика была также использована основателем движения бойскаутов Робертом Баден-Пауэлом, однако в 1934 году её перестали использовать в движении, из-за ассоциаций с нацизмом.
В 1900—1910-х годах в Великобритании и США свастику печатали на открытках, называя «крестом счастья», состоящим из «четырёх L»: Light (света), Love (любви), Life (жизни) и Luck (удачи), и использовали в различной рекламе.
В 1915 году свастика изображалась на знамёнах батальонов (затем полков) Латышских стрелков российской армии. Затем, с 1918 года, стала элементом официальной символики Латвийской Республики — эмблема военной авиации, полковые знаки, знаки обществ и различных организаций, государственные награды, используется и ныне. Латышский боевой орден Лачплесиса имел форму свастики.
Свастику в качестве символа использовал барон Роман Унгерн-Штернберг, известный своей склонностью к мистицизму и духовным поискам в восточных религиях, где этот символ широко использовался. По мнению историка В. Ж. Цветкова, «в символике униформы отдельных подразделений Азиатской дивизии Унгерна действительно использовалась свастика, но в этом нет ничего необычного — на Востоке этот символ был широко распространен издревле, и тогда его еще не успели дискредитировать германские нацисты».
Крупные корпорации, такие как «Кока-кола» и «Карлсберг», размещали свастику на своих продуктах. С конца XIX века до 1933 года свастика использовалась в логотипе шведской электрической компании ASEA.

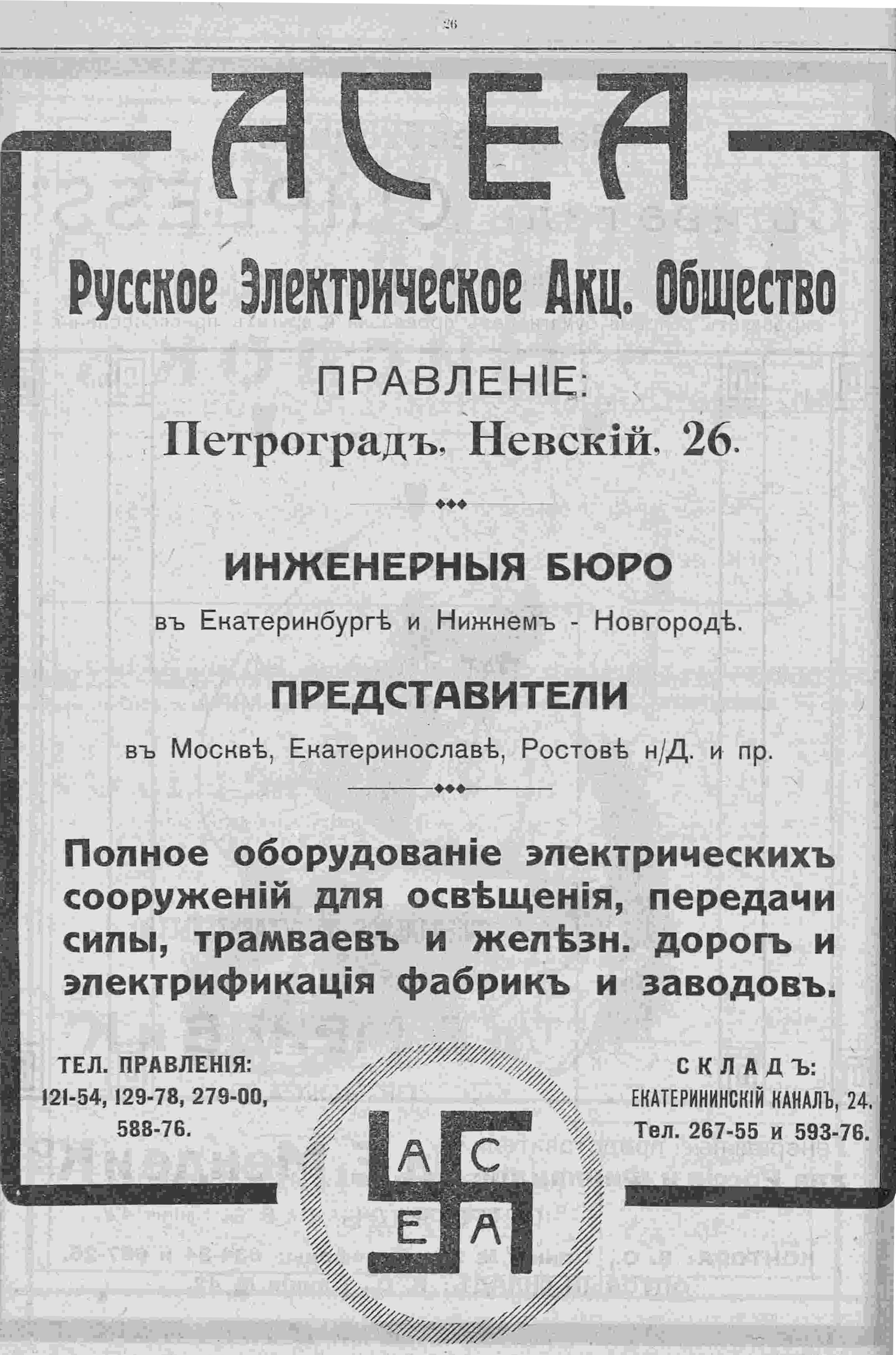
Логотип АСЕА, «Весь Петроград», 1917 год

Свастика использовалась в логотипе Русского электрического акционерного общества АСЕА — дочерней компании шведской электрической акционерной компании ASEA.
Во время Первой мировой войны свастика присутствовала на некоторых английских финансовых документах.
В 1917 году газета кайзеровской 10-й армии, издававшейся в Вильнюсе, напечатала различные изображения крестов, в том числе свастики, с названиями, но без пояснений.
С 1918 по 1945 год свастика изображается на знамёнах ВВС и танковых войск Финляндии, а в настоящее время — на президентском штандарте, ряде эмблем и флагов ВВС. Свастика с четырьмя розами по углам — символ женской военизированной организации «Лотта Свярд».

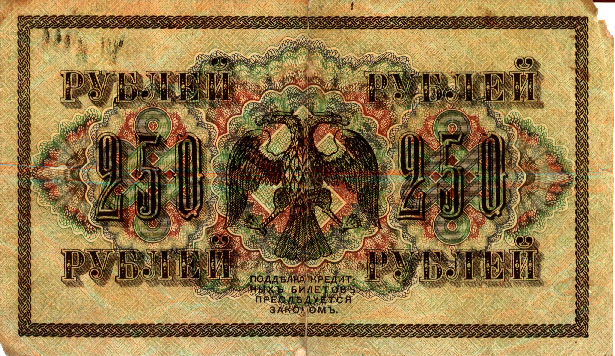
Свастика на 250-рублёвой купюре 1917 года

В 1917 году свастика была изображена на некоторых денежных купюрах Временного правительства и на некоторых напечатанных с клише «думок» совзнаках, имевших хождение в 1918—1922 годах.
Эта традиция сохранялась также в первые годы советской власти, когда свастика продолжала встречаться на бумажных денежных купюрах.
В ноябре 1919 года командующим Юго-Восточным фронтом Красной армии В. И. Шориным был издан приказ № 213, в котором утверждался отличительный нарукавный знак калмыцких формирований с использованием свастики. Свастика в приказе обозначается словом «люнгтн», то есть буддийская «Лунгта», означающая — «вихрь», «жизненная энергия».

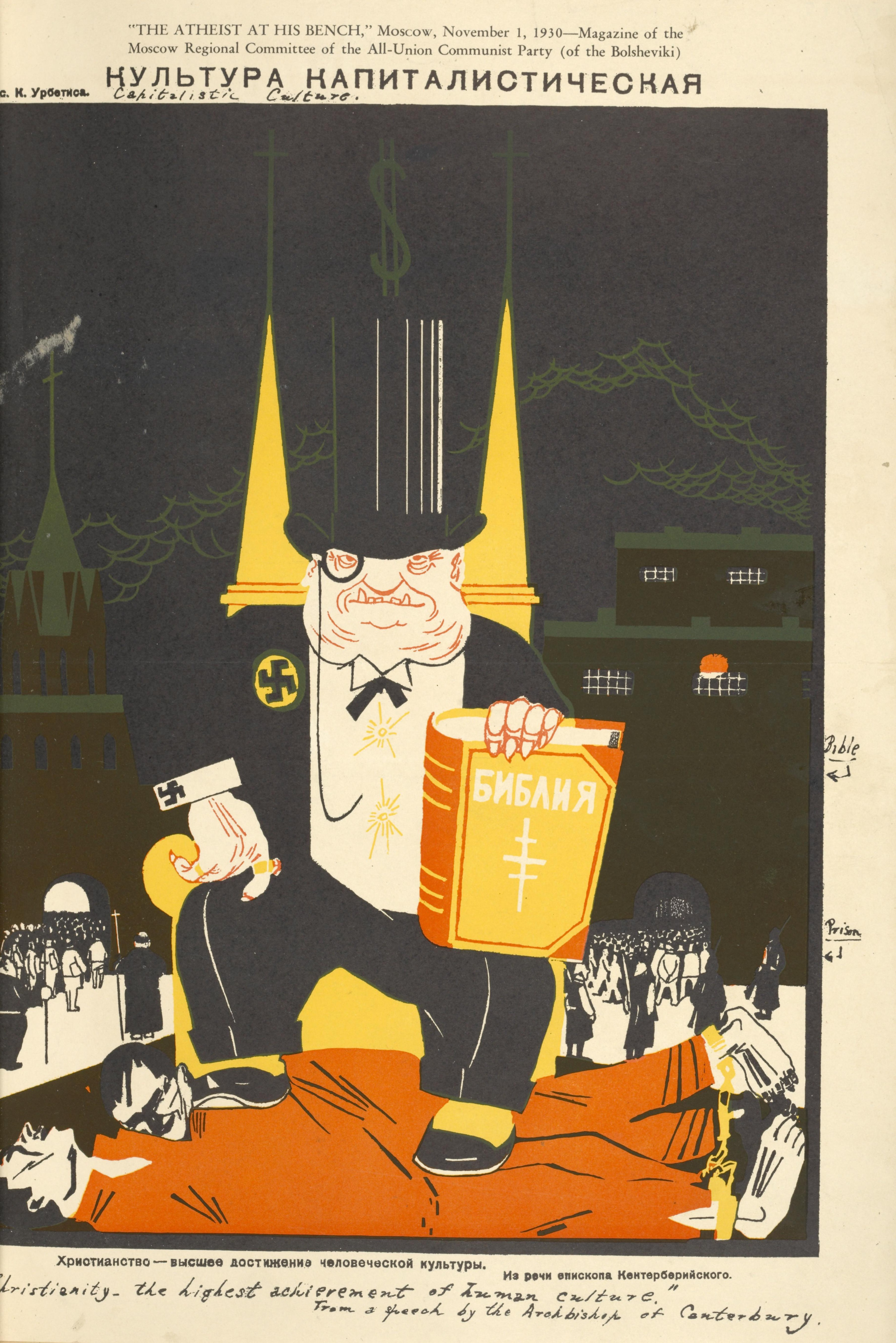
Культура капиталистическая, капиталист со свастиками, газета Безбожник у станка, ноябрь, 1930

В первые годы революции свастика пользовалась определённой популярностью у художников, искавших новые символы для новой эпохи, но конец её тиражированию положила статья «Предупреждение», опубликованная наркомом просвещения А. В. Луначарским в газете «Известия» в ноябре 1922 года:

На многих украшениях и плакатах по недоразумению беспрестанно употребляется орнамент, который называется свастикой. Так как свастика представляет собой кокарду глубоко контрреволюционной немецкой организации «Оргеш», а в последнее время приобретает характер символического знака всего фашистского реакционного движения, то предупреждаю, что художники ни в коем случае не должны пользоваться этим орнаментом, производящим, особенно на иностранцев, глубоко отрицательное впечатление.

В фондах Ярославского музея имеется картина, выполненная в стиле «советского лубка», написанная в 1926 году одним из участников подавления Ярославского мятежа, самодеятельным художником А. Малыгиным, под названием «Славное побоище Красной армии с Савинковым в Ярославле в июле 1918 года». На картине изображена схватка двух всадников — «красного» и «белого». Исследователи, в частности А. В. Васильченко, автор книги «Ярославский мятеж», отмечают в ней интересный элемент — униформу «белого» всадника, которая явно указывает на принадлежность к забайкальскому казачеству, а флаг повторяет полотнище Азиатской дивизии барона Унгерн-Штернберга, с расположенными по углам жёлтого знамени чёрными свастиками. Как полагает историк, «свастики не имели отношения к фашизму — итальянские фашисты этот символ не использовали, а гитлеровские национал-социалисты на тот момент были партией настолько карликовой, что о ней не все слышали даже в Германии. Однако использование флага, по мнению художника Малыгина, должно было указать на идеологическое родство „белого Ярославля“ и Азиатской дивизии, которая в рамках „белого движения“ считалась самым радикальным монархическим формированием».

## «Арийский» символ

### Ранняя «арийская» идея

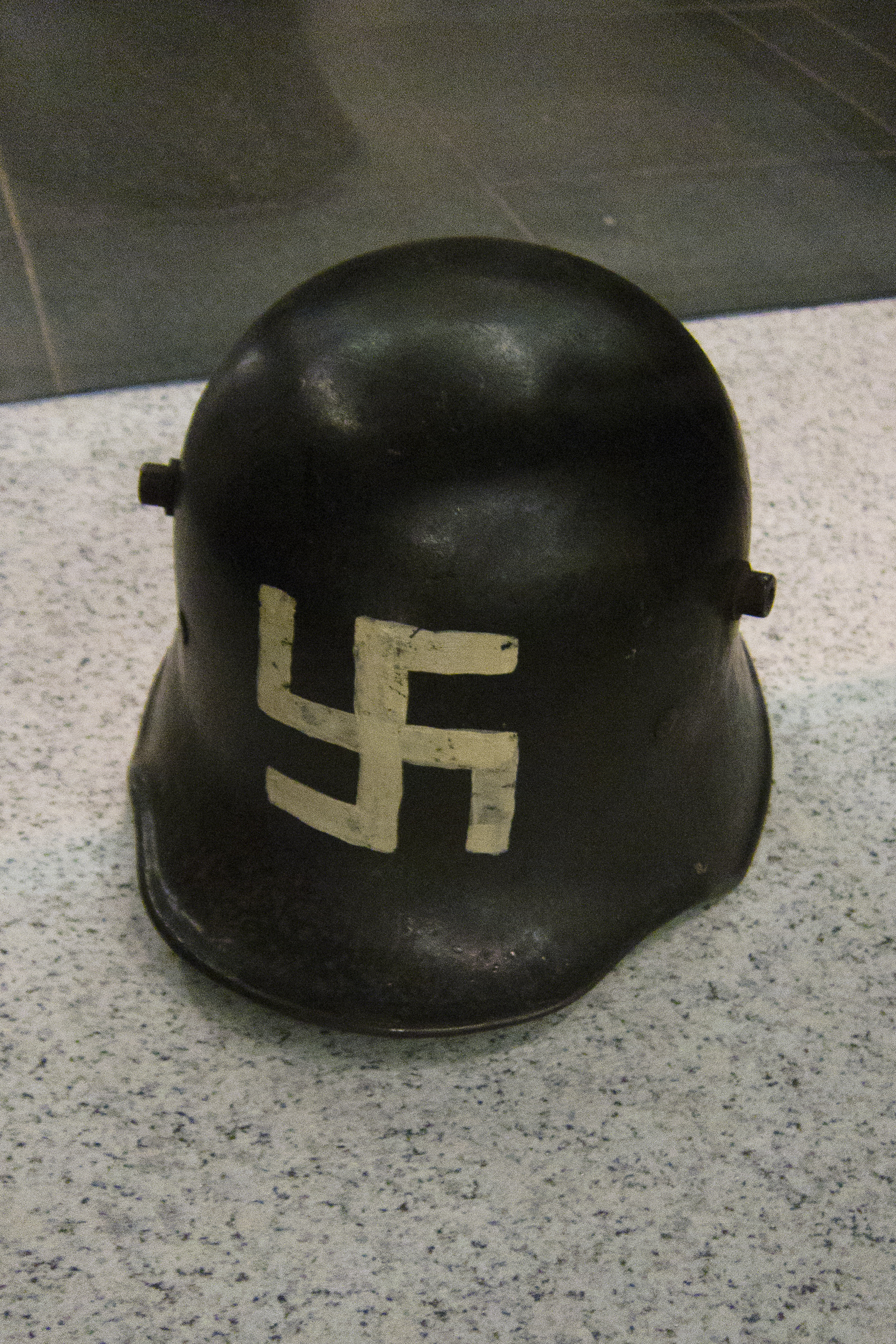
Немецкий шлем времён Первой мировой войны со свастикой, который использовался в Бригаде Эрхардта, подразделении Фрайкора, участвовавшем в Капповском путче 1920 года

С «арийцами» (псевдонаучный термин, раса, якобы включающая в себя индоевропейские народы и их предков и физически и интеллектуально превосходящая другие расы) свастика начала связываться после раскопок в Трое, которые были проведены Генрихом Шлиманом, отождествившим троянцев с «фракийцами-тевтонцами» и позиционировавшим свастику в качестве «арийского символа». В 1889 году в Париже польским библиотекарем М. Змигродским была организована выставка, демонстрировавшая неразрывную связь между свастикой и «древним арийским наследием».
Позже свастика была описана в популярной книге немецкого писателя Эрнста Краузе, откуда была заимствована сторонниками немецкого «народнического национализма» (фёлькише). В связи с этим она стала любимым символом австрийского оккультиста и создателя ариософии Гвидо фон Листа. В 1910 году фон Лист предложил использовать свастику в качестве символа для всех антисемитских организаций. Его последователь, поэт Альфред Шулер, принёс ариософскую идею свастики в Германию. В своих мюнхенских лекциях Шулер распространял своё учение, основанное на ариософии и включающее идеи национального пробуждения, конспирологии и антисемитизма. В его антисемитской поэме «Эпилог Яхве-Молоха» утверждалось, что свастика является тевтонским символом солнца, выражавшим сущность немецкого народа. В 1907 году бывший монах, публицист антисемитской и националистической направленности Ланц фон Либенфельс поднял флаг со свастикой над своим замком в Австрии.
Свастика была принята в качестве эмблемы рядом немецких ультранационалистических организаций, например, созданного в 1912 году Ордена тевтонцев и вёльсунгов. Под эгидой Германского ордена выпускался журнал «Руны», на обложке которого была изображена свастика.
После окончания Первой мировой войны свастика стала чрезвычайно популярна в среде немецкой антисемитски настроенной молодежи, в связи с чем в 1919 году прусское министерство образования официально её запретило. Ещё до выхода немецких нацистов на политическую арену Германии свастика использовалась как символ немецкого национализма различными военизированными организациями. Её носили, в частности, члены отрядов Германа Эрхардта.

### Нацизм и фашизм

Флаг Национал-социалистической немецкой рабочей партии. Вывешивался и проносился в виде церковной хоругви, вертикально

Свастика в нацизме стала наследием немецкого расистского националистического движения фёлькише и ариософии, восходя в итоге к создателю ариософии Гвидо фон Листу. Молодой Гитлер вдохновлялся лекциями поэта Альфреда Шулера, который принёс ариософскую идею свастики в Германию. В представлении Гитлера свастика символизировала «борьбу за торжество арийской расы». В таком выборе соединилось и мистическое оккультное значение свастики, и представление о свастике как об «арийском» символе (ввиду её распространённости в культуре индоариев), и утвердившееся уже использование свастики в немецкой крайне правой традиции: её использовали некоторые австрийские антисемитские партии, а в марте 1920 года в ходе Капповского путча она в качестве отличительного символа была изображена на шлемах вступившей в Берлин бригады Германа Эрхардта (здесь, возможно, имело место финно-балтское влияние, поскольку многие солдаты кайзеровской армии сталкивались со свастикой в Балтии и Финляндии).
Вопреки распространённому мнению, идея сделать свастику символом нацистского движения не принадлежала лично Гитлеру. Хотя Немецкая рабочая партия (DAP) (предшественница NSDAP) и Общество Туле имели некоторые идеологические расхождения, они пользовались общим символом — свастикой. Первоначальный дизайн флага принадлежит Фридриху Крону, зубному врачу, а также члену Общества Туле и Germanenorden, имевшему репутацию в DAP, богатую домашнюю библиотеку которого посещал Гитлер. В мае 1919 года Крон составил меморандум «Может ли свастика служить символом национал-социалистической партии?», где предложил левонаправленную свастику, то есть направленную по часовой стрелке, как в теософии и Germanennorden, в качестве символа DAP. Такое направление свастики он выбрал, поскольку в буддизме оно символизирует удачу и здоровье, тогда как правая ориентация, против часовой стрелки, — упадок и смерть. Большинство свастик Общества Листа и Общества Туле имели, однако, правую ориентацию. Гитлер отдавал предпочтение ориентированной вправо свастике с прямыми линиями. В ходе обсуждений в комитете DAP он смог убедить Крона изменить проект. Крону принадлежит и авторство распределения цветов: чёрная свастика в белом кругу на красном фоне. Впервые данный флаг нового движения, предложенный Кроном и модифицированный Гитлером, появился на митинге НСДАП в Штарнберге 20 мая 1920 года. Как символ Национал-социалистической немецкой рабочей партии свастика была утверждена Гитлером летом 1920 года.
В 1923 году на съезде нацистов Гитлер сообщал, что чёрная свастика — призыв к беспощадной борьбе с коммунистами и евреями.
В 1924 году, находясь в заключении после неудавшегося Пивного путча, Гитлер писал в своей известной книге «Моя борьба»:

Тем не менее я вынужден был отклонить все бесчисленные проекты, присылавшиеся мне со всех концов молодыми сторонниками движения, поскольку все эти проекты сводились только к одной теме: брали старые цвета [красно-бело-чёрного германского флага] и на этом фоне в разных вариациях рисовали мотыгообразный крест. <…> После ряда опытов и переделок я сам составил законченный проект: основной фон знамени красный; белый круг внутри, а в центре этого круга — чёрный мотыгообразный крест. После долгих переделок я нашёл наконец необходимое соотношение между величиной знамени и величиной белого круга, а также остановился окончательно на величине и форме креста.
— Адольф Гитлер, «Моя борьба», с. 439.
Значение флага Гитлер объяснил следующим образом:

Как национал-социалисты мы связываем нашу программу с нашим флагом. Красный цвет на нем означает социальную идею движения, белый — националистическую идею, свастика заключает идею борьбы за победу арийского человека, а также <…> победу идеи созидательного труда, которая как таковая всегда была и будет направлена против семитов.— Адольф Гитлер, «Моя борьба», с. 497.

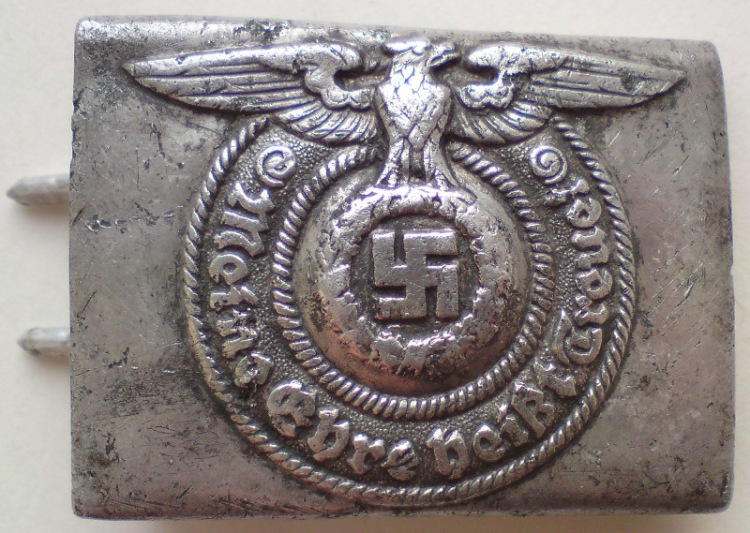
Пряжка ремня Войск СС

При нацистском режиме свастика стала официальным символом Германии и использовалась в разнообразных комбинациях, например, на стадионе в Нюрнберге, где регулярно проводились массовые парады. Свастика изображалась в когтях орла, которым нацизм связывал героические качества, присущие «истинному арийцу».
Уже в 1920-е годы свастика стала всё более ассоциироваться с нацизмом; после 1933 года она окончательно стала восприниматься в большей части мира как символ нацистский по преимуществу, в результате чего, например, была исключена из эмблематики скаутского движения .
15 сентября 1935 года национальным флагом Германии стал флаг с чёрной свастикой в белом круге на красном фоне.
В то же время, ни одно из русских (казачьих) коллаборационистских вооружённых формирований Вермахта и СС в годы Второй мировой войны не использовало свастику на своих знамёнах и эмблемах (см. соответствующие статьи).
Помимо немецкого нацизма свастика использовалась и рядом фашистских движений. Так, в 1930—1940-х годах свастика была на флаге Российской фашистской партии, организованной русскими эмигрантами в Маньчжоу-Го (Китай), и эмблеме малочисленной Всероссийской фашистской организации в США.

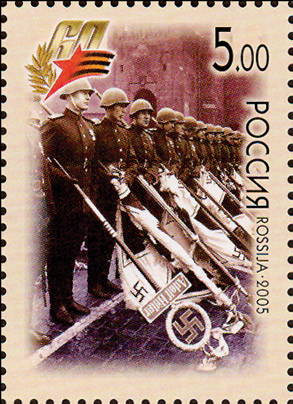
Солдаты с поверженными знаменами у кремлёвской стены, 24 июня 1945 года. Почтовая марка России, 2005

В 1946 году приговором Нюрнбергского трибунала, положенным в основу Устава ООН и законодательства многих современных государств, распространение национал-социалистической идеологии и символики, в том числе свастики, признано противозаконным. В частности, эта символика запрещена в КоАП РФ и в параграфе 86а УК Германии.
15 апреля 2015 года была опубликована официальная позиция Роскомнадзора, согласно которой демонстрация нацистской символики без целей пропаганды не является нарушением закона о противодействии экстремизму.
Мигель Серрано, основатель эзотерического гитлеризма, считал свастику символом «утраченной расовой чистоты», символом героев, ратующих за возвращение Гипербореи.
В настоящее время свастика используется рядом расистских организаций.

Варианты нацистских/фашистских свастик
Эмблема Национал-социалистической немецкой рабочей партии (1919—1945)
Эмблема Румынской национальной фасции (1921—1923)
Эмблема Союза украинских фашистов (1924—1925)
Эмблема британского движения Имперская фашистская лига (1929—1939)
Партийный значок Российской фашистской партии (1931—1943)
Флаг шведского Национал-социалистического блока (1933—1945)
Эмблема правившей в профашистской Румынии Национал-христианской партии[англ.] (1935—1938)
«Солнечный крест» (вариант) общества Туле, 5-й танковой дивизии СС «Викинг», добровольческого корпуса СС «Шальбург» (1943—1945)
Свастика-трискелион на эмблеме 1-й фламандской дивизии СС «Лангемарк» (1944—1945)
Флаг Американской нацистской партии (с 1959)
Эмблема американского Национал-социалистического движения (с 1974)
Эмблема Движения сопротивления африканеров (с 1973)
Нацистский оккультный символ «Чёрное Солнце» (с 1991)[141][142]
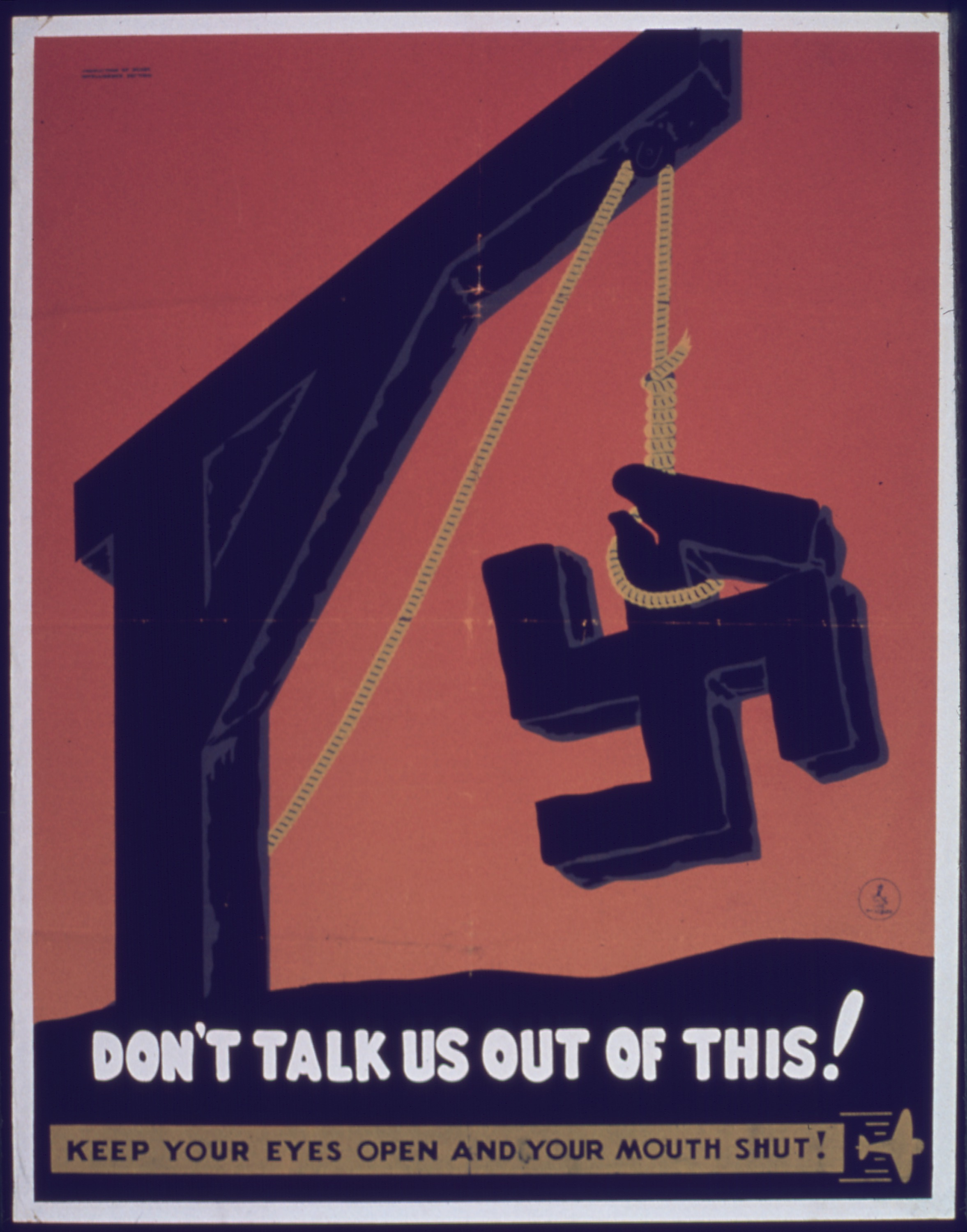
«Не отговаривайте нас от этого!», период Второй мировой войны

### «Коловрат»

«Коловрат», популярный у родноверов

Другой вариант «коловрата», оформленный как флаг

В настоящее время в русском неонацизме, национализме и славянском неоязычестве (родноверии) используется «коловрат» — восьмилучевая право- и левосторонняя свастика, которая считается главным древнеславянским или «арийским» («славяно-арийским») символом, связанным с солнцем. Наиболее распространённый символ славянского неоязычества. Реже «коловратом» называется шести- или четырёхлучевая свастика, в последнем случае идентичная хакенкройцу.
Утверждается, что корень слова «коло» по др.-рус.  означает «солнце». Однако не существует ни одного этнографического источника, подтверждающего это. «Коло» в славянских языках имеет иные значения. Слово «коловрат» — неполногласное, что означает его происхождение из церковнославянского языка, а не из древнерусского.
Символ появился в результате размышлений и обсуждений в русской неоязыческой среде. Одним из двух вероятных авторов «коловрата» как символа является бывший диссидент и один из основателей русского неоязычества Алексей Добровольский (Доброслав); другим автором мог быть неоязыческий идеолог Вадим Казаков, с которым Доброслав состоял в общении в том числе по этому вопросу; создание символа относится примерно к 1994 году, когда сформировалась и другая русская неоязыческая символика.
Добровольский ввёл восьмилучевой «коловрат» как символ «возрождающегося язычества». По мнению историка и религиоведа Р. В. Шиженского, Добровольский воспринял значение свастики из работы «Хроника Ура-Линда» нацистского идеолога Германа Вирта, первого руководителя Аненербе. Основной символ язычества, утверждённый Добровольским — восьмилучевой гаммадион (свастика) в круге, первоначально был предложен и, предположительно, создан Виртом, которым он трактовался в качестве древнейшего. В среде русских неоязычников популярна идея, что германские нацисты якобы украли свою символику, включая «коловрат», а также саму «ведическую религию» (одно из самоназваний славянского неоязычества) у славян.
В России пропаганда или демонстрация символа преследуется по статье 20.3 КоАП РФ, а также может быть поводом для проверки по статье об экстремизме. Судебным решением от 02.11.2010 изображение «коловрат» включено в Федеральный список экстремистских материалов за номером 947, данное изображение признаётся сходным со свастикой до степени смешения.

## Компьютерный символ свастики
В блоке Унифицированные идеограммы ККЯ (англ. CJK Unified Ideographs) стандарта Юникод начиная с версии 1.0.1 в присутствуют китайские идеограммы 卐 (U+5350) и 卍 (U+534D), являющиеся свастиками. В японском языке они также используются в качестве кандзи.
В блоке Тибетское письмо (англ. Tibetan) начиная с версии 5.2, вышедшей в 2009 году, также присутствуют знаки свастики: ࿕, ࿖, ࿗, ࿘.

## Географические объекты в виде свастики

### Лабиринты и их изображения
Часто структуры в виде повторяющейся свастики содержат древние лабиринты, выложенные из камней на местности или из плиток на полу зданий, как и их изображения на различных предметах — монетах, утвари и пр.

### Лесная свастика
Лесная свастика — лесопосадка в форме свастики. Встречаются как на открытой местности в виде соответствующей схематичной высадки деревьев, так и на территории лесного массива. В последнем случае, как правило, используется сочетание хвойных (вечнозелёных) и лиственных (листопадных) деревьев.
До 2000 года лесная свастика существовала к северо-западу от поселения Церников, в районе Уккермарк, в земле Бранденбург на северо-западе Германии.
На склоне холма недалеко от деревни Таш-Башат в Кыргызстане находится лесная свастика «Эки Нарин» (41°26′50″ с. ш. 76°23′30″ в. д.).

### Здания и сооружения в форме свастики
Комплекс 320—325 (англ. Complex 320-325) — одно из зданий военно-морской базы десанта в Коронадо (англ. Naval Amphibious Base Coronado), в заливе Сан-Диего, Калифорния. База находится под управлением военно-морских сил США и является центральной тренировочной и операционной базой специальных и экспедиционных сил (32°40′34″ с. ш. 117°09′28″ з. д.).
Здание Комплекса было построено между 1967 и 1970 годами. Оригинальный проект представлял собой два центральных здания для котельной установки и зоны релаксации и троекратное повторение поворотом под углом в 90 градусов к центральным зданиям L-образного здания казарм. Законченное здание получило форму свастики, если смотреть на него сверху.
Взлётно-посадочные полосы Международного аэропорта Денвера (англ. Denver International Airport) выполнены в виде свастики при наблюдении сверху (39°51′42″ с. ш. 104°40′23″ з. д.).

## Город
В канадской провинции Онтарио с 1908 года существует городок Свастика.